# Télégraphie électrique

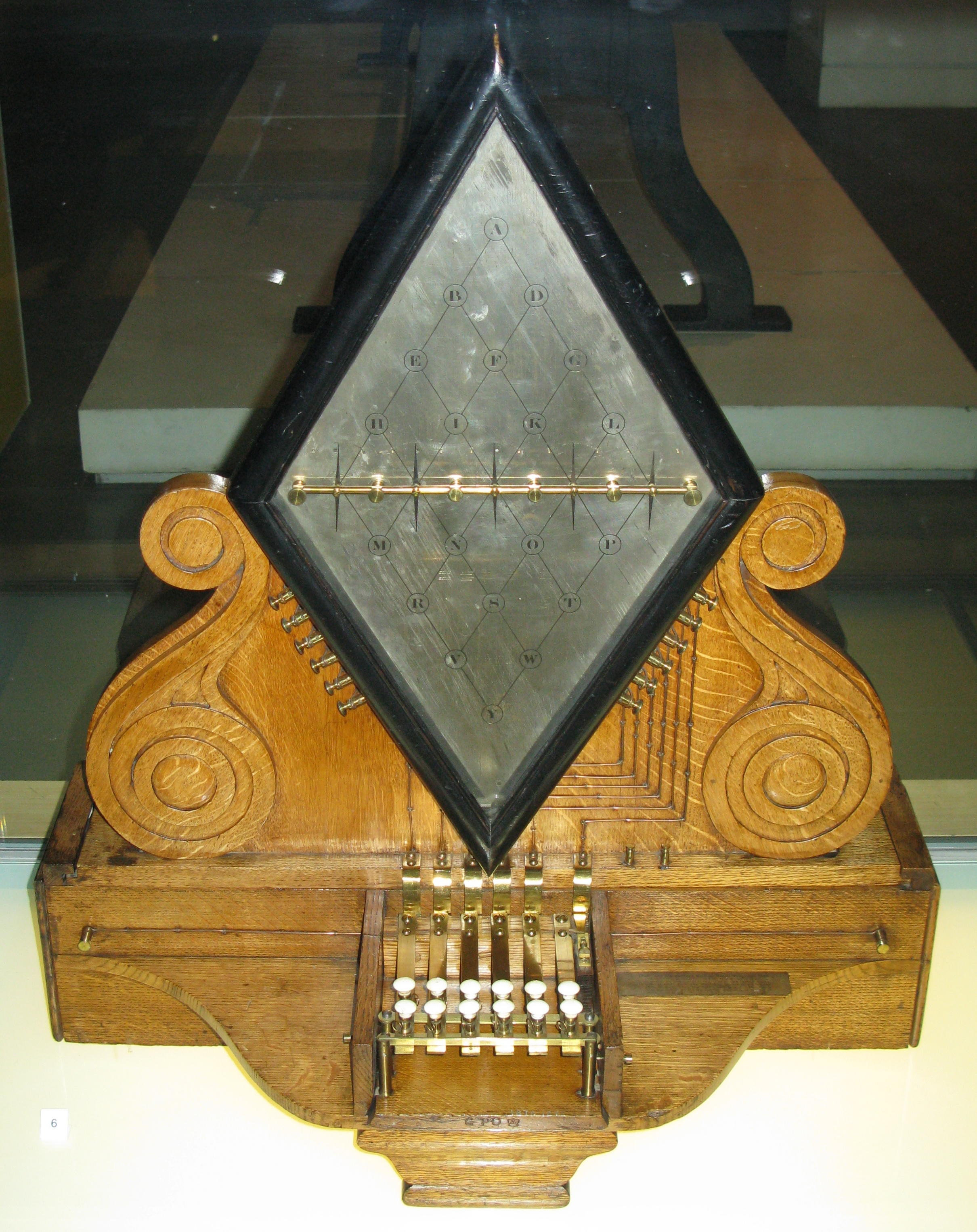
Télégraphe de Cooke et Wheatstone à cinq aiguilles de 1837.

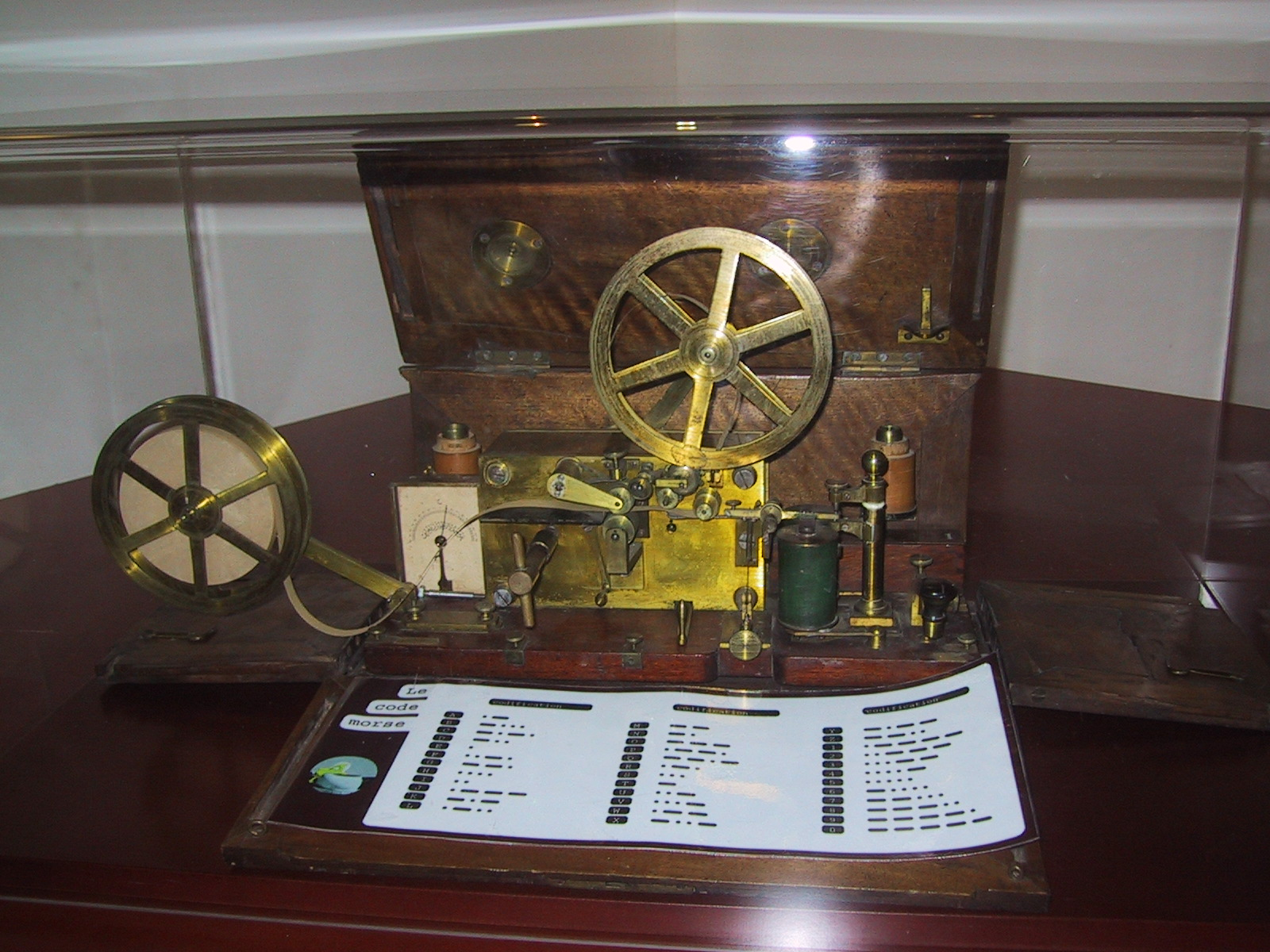
Télégraphe de Morse

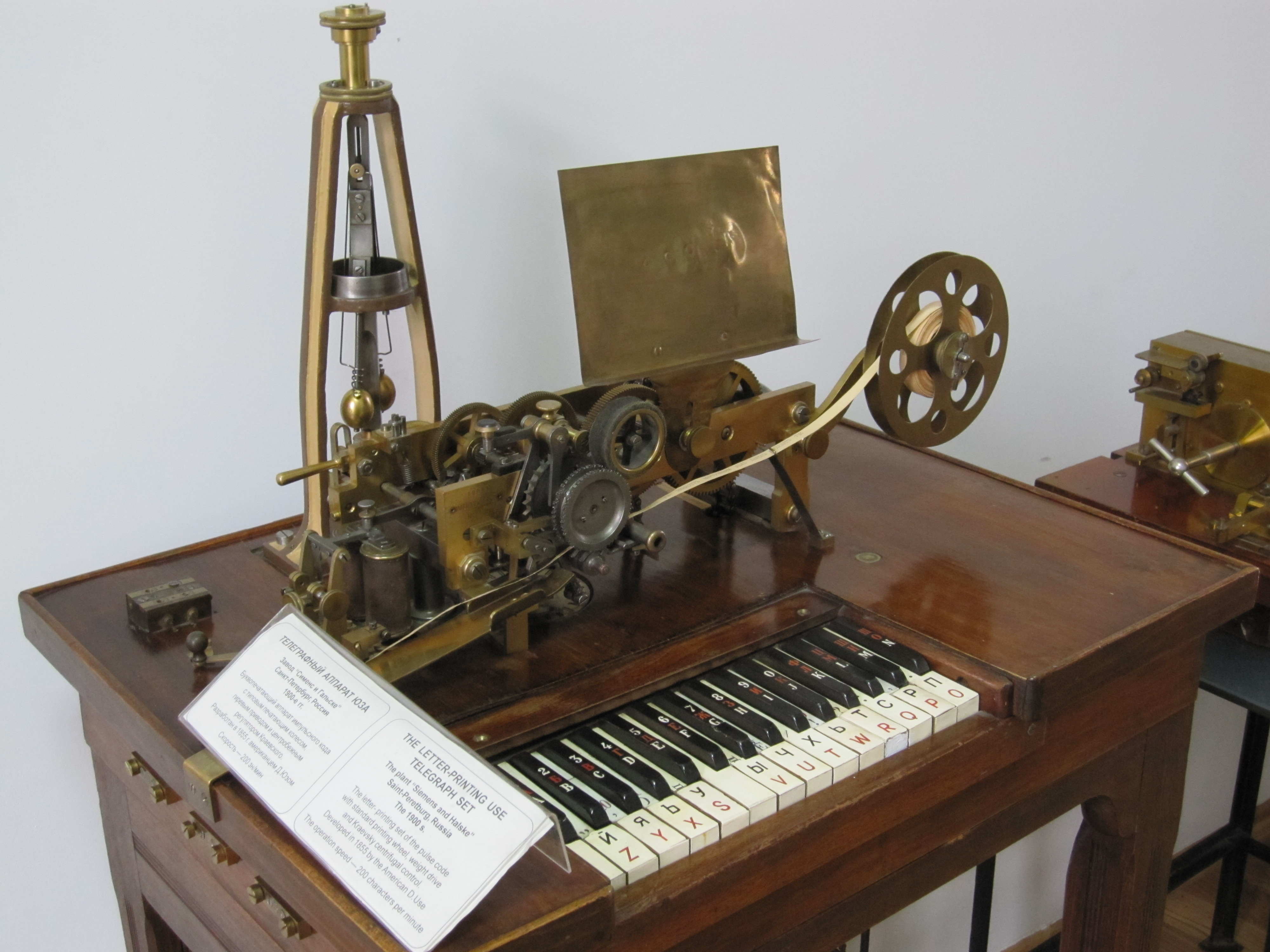
Télégraphe de David Edward Hughes, un téléscripteur construit en 1855 par Siemens et Halske.

Un télégraphe électrique est un système de messagerie texte point à point, principalement utilisés des années 1840 à la fin du XXe siècle. Il s'agit du premier système de télécommunications électriques et du plus répandu des premiers systèmes de messagerie appelés télégraphes, qui ont été conçus pour communiquer des messages textuels plus rapidement que le transport physique,. La télégraphie électrique peut être considérée comme le premier exemple d'électrotechnique.
La télégraphie textuelle consistait en deux ou plusieurs stations géographiquement séparées, appelées bureaux télégraphiques. Les bureaux étaient reliés par des fils, généralement supportés par des poteaux électriques. De nombreux systèmes télégraphiques électriques ont été inventés, mais ceux qui se sont répandus se répartissent en deux grandes catégories. La première catégorie comprend les télégraphes à aiguilles dans lesquels une aiguille est déplacée électromagnétiquement par un courant électrique envoyé sur la ligne télégraphique. Les premiers systèmes utilisaient plusieurs aiguilles nécessitant plusieurs fils. Le premier système commercial, et le télégraphe à aiguilles le plus utilisé, était le télégraphe de Cooke et Wheatstone, inventé en 1837. La deuxième catégorie est constituée de systèmes à armature dans lesquels le courant active une sonnerie télégraphique (en) qui émet un clic. L'archétype de cette catégorie est le système Morse, inventé par Samuel Morse en 1838. En 1865, le code Morse est devenu la norme pour les communications internationales en utilisant un code modifié développé pour les chemins de fer allemands.
Les compagnies ferroviaires naissantes ont utilisé le télégraphe électrique pour développer des systèmes de contrôle des trains, afin de minimiser les risques de collision entre les trains. Ce système s'articulait autour du système de blocs de signalisation, les postes de signalisation situés le long de la ligne communiquant avec les postes voisins par le biais de sonneries télégraphiques de cloches à un coup (en) et d'instruments télégraphiques à aiguilles à trois positions.
Dans les années 1840, le télégraphe électrique a supplanté les systèmes de télégraphe optique, devenant le moyen standard d'envoyer des messages urgents. Dans la seconde moitié du siècle, la plupart des nations développées avaient créé des réseaux télégraphiques commerciaux avec des bureaux télégraphiques locaux dans la plupart des villes et des villages, permettant au public d'envoyer des messages appelés télégrammes adressés à toute personne dans le pays, moyennant des frais.
À partir de 1850, les câbles télégraphiques sous-marins ont permis la première communication rapide entre les continents. Les réseaux de télégraphe électrique ont permis aux personnes et au commerce de transmettre des messages à travers les continents et les océans presque instantanément, avec des impacts sociaux et économiques étendus. Vers 1894, le télégraphe électrique a conduit à l'invention par Guglielmo Marconi de la télégraphie sans fil, le premier moyen de télécommunication par ondes radio.
Au début du XXe siècle, la télégraphie manuelle a été lentement remplacée par des réseaux de téléscripteurs. L'utilisation croissante du téléphone a réduit la télégraphie à quelques utilisations spécialisées. L'utilisation par le grand public se limitait principalement à des télégrammes de vœux pour des occasions spéciales. L'essor de l'internet et l'utilisation du courrier électronique dans les années 1990 ont largement mis fin aux réseaux télégraphiques spécialisés.

## Histoire

### Précurseurs
Avant le télégraphe électrique, des systèmes de sémaphore étaient utilisés, notamment des balises, des signaux de fumée, des sémaphores à drapeau et des télégraphes optiques pour les signaux visuels afin de communiquer sur des distances terrestres.
Les tambours parlants d'Afrique de l'Ouest ont été un prédécesseur auditif. Au XIXe siècle, les joueurs de tambour yoruba utilisaient les tambours parlants pour imiter la langue tonale humaine, afin de communiquer des messages complexes — concernant généralement les nouvelles de naissance, les cérémonies et les conflits militaires — sur des distances d'environ 8 km.

### Premiers travaux

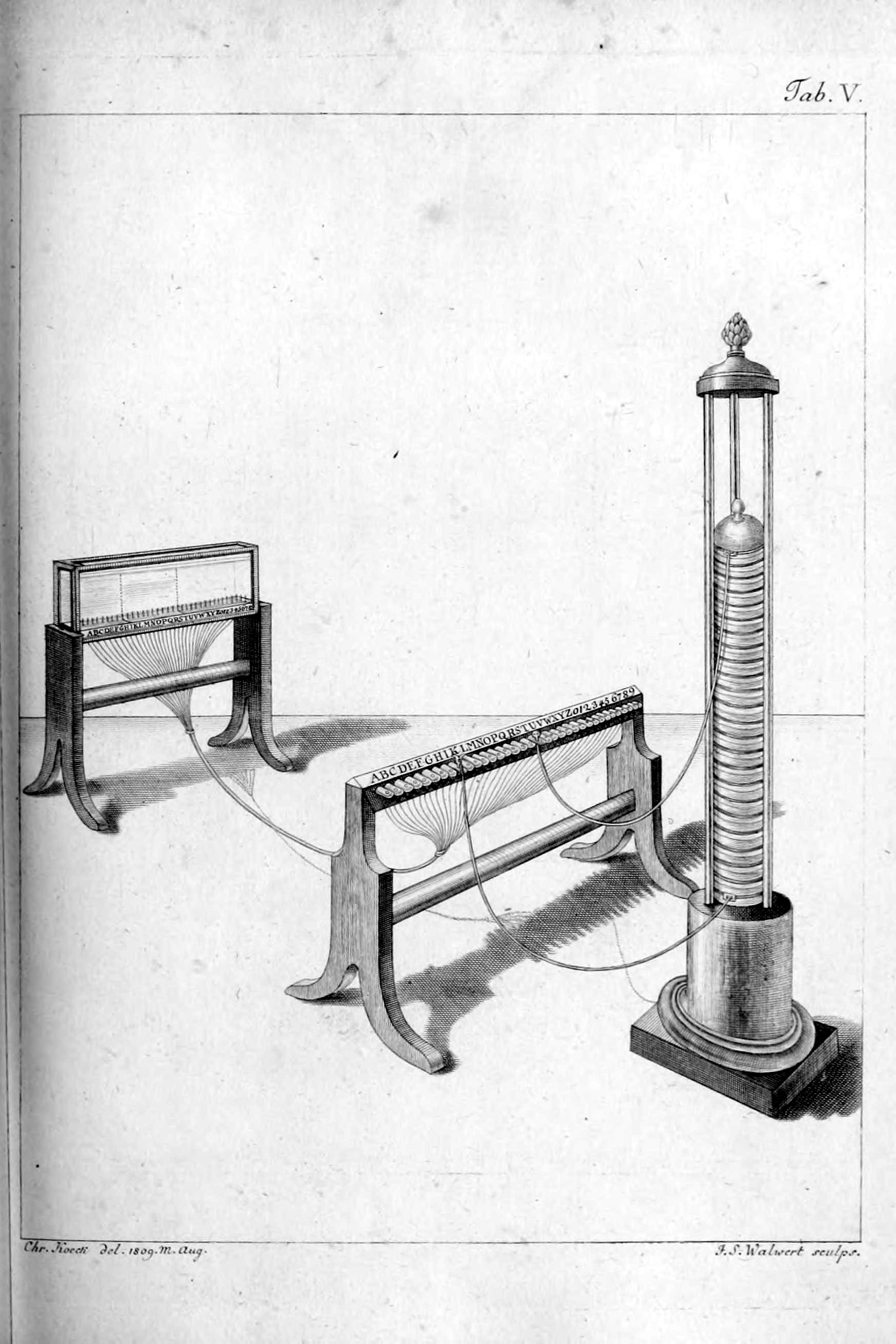
Télégraphe électrique de Sömmering, en 1809.

Depuis les premières études sur l'électricité (en), on sait que les phénomènes électriques se déplacent à grande vitesse, et de nombreux expérimentateurs ont travaillé sur l'application de l'électricité aux communications à distance. Tous les effets connus de l'électricité, tels que les étincelles, l'attraction électrostatique, les changements chimiques, les chocs électriques et, plus tard, l'électromagnétisme, ont été appliqués aux problèmes de détection des transmissions contrôlées d'électricité à diverses distances.
En 1753, un auteur anonyme du Scots Magazine a proposé un télégraphe électrostatique. En utilisant un fil pour chaque lettre de l'alphabet, un message pouvait être transmis en connectant les bornes du fil à une machine électrostatique et en observant la déviation des boules de moelle à l'autre extrémité. L'auteur n'a jamais été identifié avec certitude, mais la lettre était signée C. M. et postée de Renfrew, ce qui a permis de suggérer un Charles Marshall de Renfrew. Les télégraphes utilisant l'attraction électrostatique ont été à la base des premières expériences de télégraphie électrique en Europe, mais ils ont été abandonnés car jugés peu pratiques et n'ont jamais été développés pour devenir un système de communication utile.
En 1774, Georges-Louis Le Sage a réalisé un premier télégraphe électrique. Le télégraphe utilisait un fil séparé pour chacune des 26 lettres de l'alphabet et sa portée était limitée à la distance entre deux pièces de sa maison.
En 1800, Alessandro Volta invente la pile voltaïque, qui fournit un courant électrique continu pour l'expérimentation. Il s'agit d'une source de courant à faible tension qui peut être utilisée pour produire des effets plus visibles et qui est beaucoup moins limitée que la décharge momentanée d'une machine électrostatique qui, avec les bouteilles de Leyde, sont les seules sources d'électricité artificielles connues jusqu'alors.
Une autre expérience très précoce de télégraphie électrique a été le « télégraphe électrochimique » créé par le médecin, anatomiste et inventeur allemand Samuel Thomas von Sömmering en 1809, sur la base d'une conception antérieure, moins robuste, réalisée en 1804 par le polymathe et scientifique espagnol Francesc Salvà i Campillo. Les deux concepteurs ont utilisé plusieurs fils (jusqu'à 35) pour représenter presque toutes les lettres et tous les chiffres latins. Ainsi, les messages pouvaient être transmis électriquement jusqu'à quelques kilomètres (dans le modèle de von Sömmering), chacun des fils du récepteur télégraphique étant immergé dans un tube de verre séparé rempli d'acide. Un courant électrique était appliqué séquentiellement par l'expéditeur à travers les différents fils représentant chaque lettre d'un message ; à l'extrémité du destinataire, les courants électrolysaient l'acide dans les tubes en séquence, libérant des courants de bulles d'hydrogène à côté de chaque lettre ou chiffre associé. L'opérateur du récepteur du télégraphe observait les bulles et pouvait alors enregistrer le message transmis, contrairement aux télégraphes ultérieurs qui utilisaient un seul fil (avec retour par la terre).

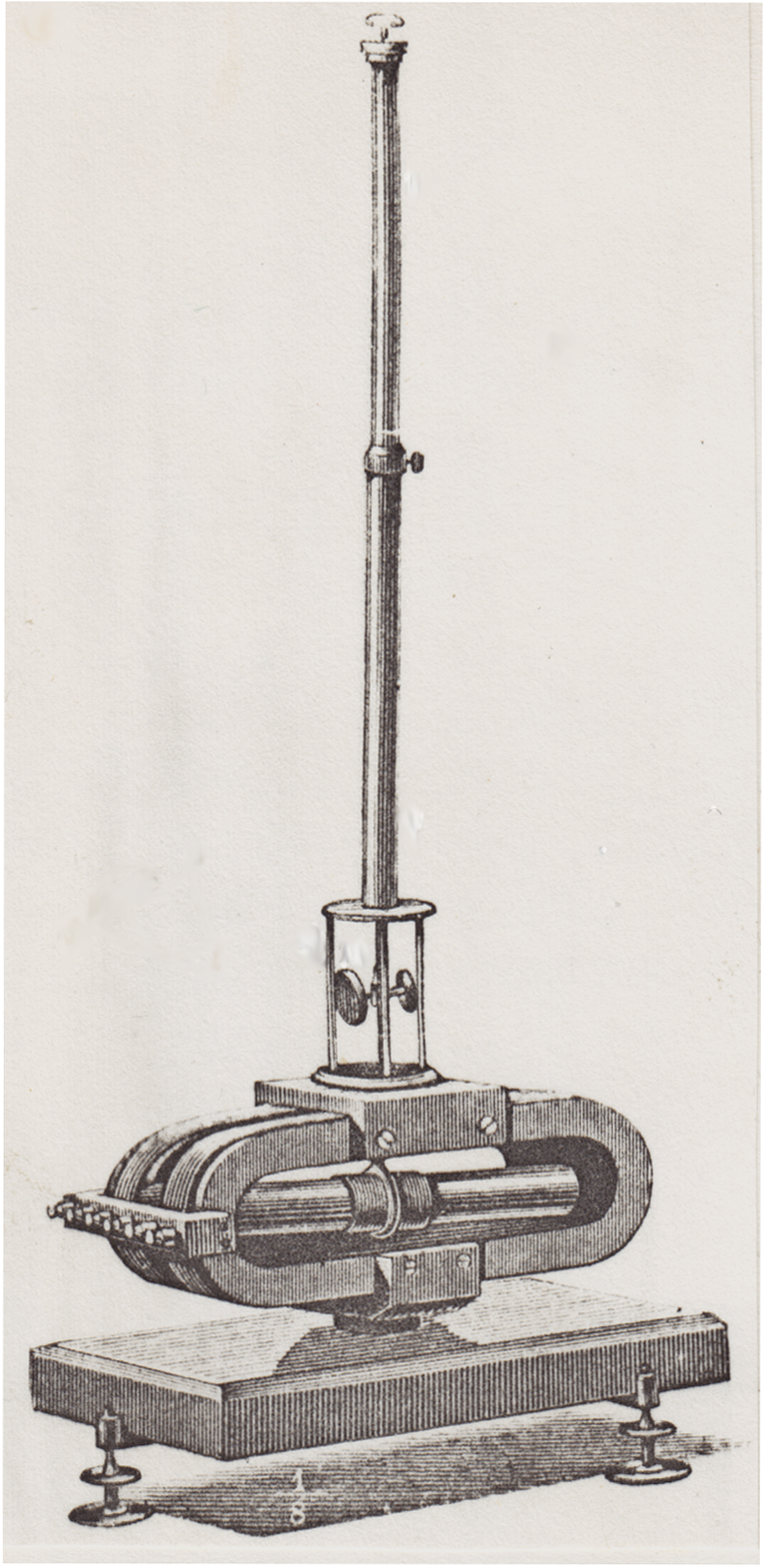
Le Multiplicateur de Schweigger.

Le Danois Hans Christian Ørsted a découvert en 1820 qu'un courant électrique produit un champ magnétique qui fait dévier l'aiguille d'une boussole. La même année, l'Allemand Johann Schweigger (en) invente le galvanomètre, avec une bobine de fil autour d'une boussole, qui peut être utilisée comme indicateur sensible d'un courant électrique. Cette même année, le Français André-Marie Ampère suggère que la télégraphie pourrait être réalisée en plaçant de petits aimants sous les extrémités d'un ensemble de fils, une paire de fils pour chaque lettre de l'alphabet. Il n'était apparemment pas au courant de l'invention de Schweigger à l'époque, qui aurait rendu son système beaucoup plus sensible. En 1825, l'Anglais Peter Barlow a essayé l'idée d'Ampère mais n'a réussi à la faire fonctionner qu'à plus de 61 m et l'a déclarée irréalisable. En 1830, l'Écossais William Ritchie (en) améliore le concept d'Ampère en plaçant les aiguilles magnétiques à l'intérieur d'une bobine de fil connectée à chaque paire de conducteurs. Il en fit une démonstration réussie, montrant la faisabilité du télégraphe électromagnétique, mais seulement dans une salle de conférence.
En 1825, le physicien anglais William Sturgeon a inventé l'électroaimant, avec un seul enroulement de fil non isolé sur un morceau de fer verni, qui augmentait la force magnétique produite par le courant électrique. L'Américain Joseph Henry l'a amélioré en 1828 en plaçant plusieurs enroulements de fil isolé autour de la barre, créant ainsi un électroaimant beaucoup plus puissant qui pouvait faire fonctionner un télégraphe malgré la résistance élevée des longs fils télégraphiques. Au cours de son séjour à l'Albany Academy (en) de 1826 à 1832, Henry a démontré pour la première fois la théorie du « télégraphe magnétique » en faisant sonner une cloche à travers un fil de 1,6 km tendu autour de la pièce en 1831.
En 1835, Joseph Henry et l'Anglais Edward Davy (en) ont inventé indépendamment le relais électromécanique à immersion dans le mercure, dans lequel une aiguille magnétique est plongée dans un pot de mercure lorsqu'un courant électrique passe dans la bobine qui l'entoure,,. En 1837, Davy a inventé le relais métallique make-and-break, beaucoup plus pratique, qui est devenu le relais de choix dans les systèmes télégraphiques et un élément clé pour le renouvellement périodique des signaux faibles. Davy a fait la démonstration de son système télégraphique au Regent's Park de Londres en 1837 et a obtenu un brevet le 4 juillet 1838. Davy a également inventé un télégraphe à impression qui utilisait le courant électrique du signal télégraphique pour marquer un ruban de calicot infusé d'iodure de potassium et d'hypochlorite de calcium.

### Premiers systèmes fonctionnels

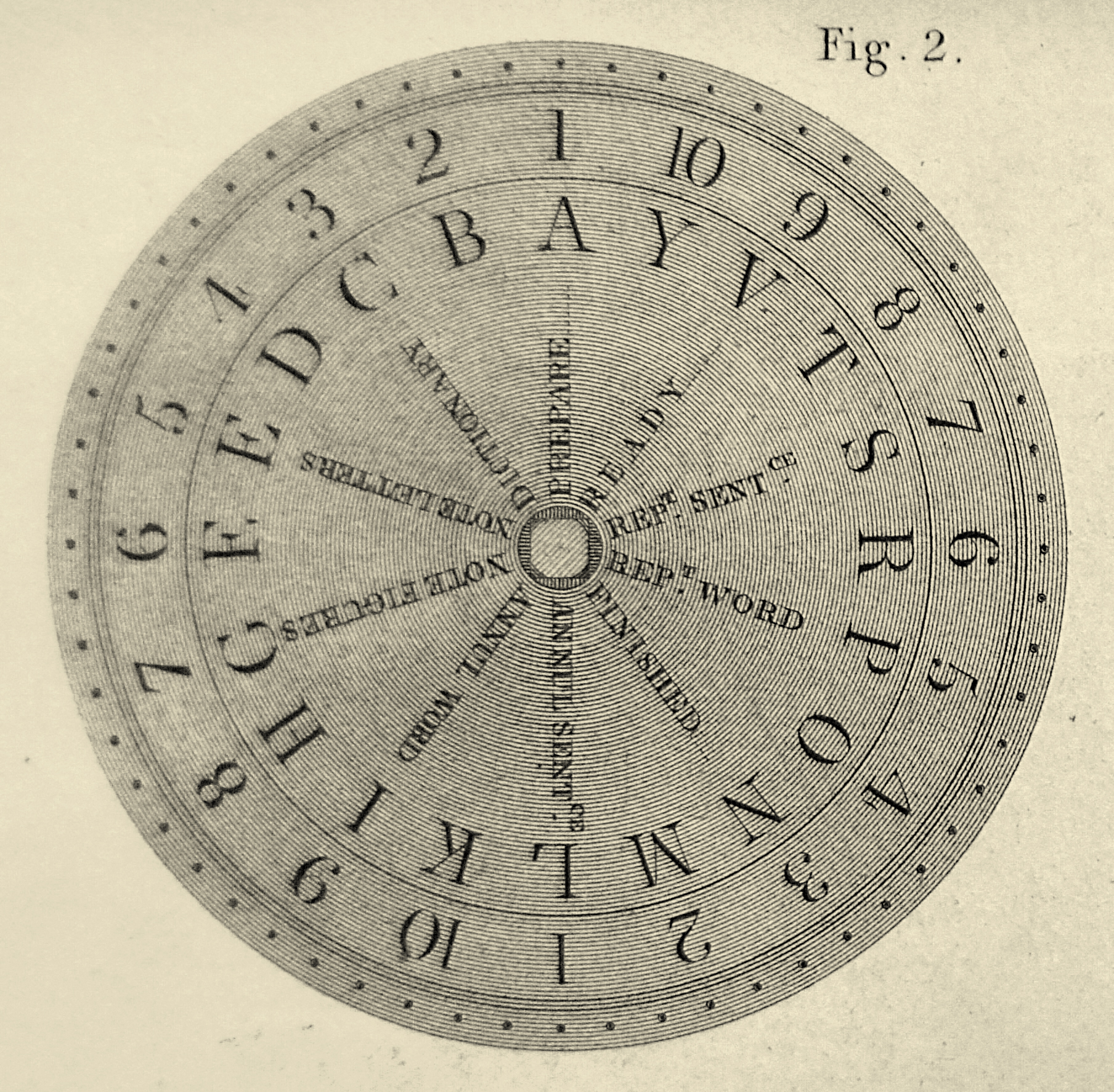
Cadran alphanumérique rotatif créé par Francis Ronalds pour son télégraphe électrique (1816).

Le premier télégraphe fonctionnel a été construit par l'inventeur anglais Francis Ronalds en 1816 et utilisait l'électricité statique. Dans la maison familiale de Hammersmith (Londres), il a installé un système souterrain complet dans une tranchée de 160 m de long, ainsi qu'un télégraphe aérien de 13 km de long. Les lignes étaient reliées aux deux extrémités à des cadrans rotatifs marqués des lettres de l'alphabet et les impulsions électriques envoyées le long du fil étaient utilisées pour transmettre des messages. Proposant son invention à l'Amirauté en juillet 1816, elle fut rejetée comme « totalement inutile ». Son compte rendu du système et des possibilités de communication mondiale rapide dans Descriptions of an Electrical Telegraph and of some other Electrical Apparatus a été le premier ouvrage publié sur la télégraphie électrique et a même décrit le risque de retard des signaux dû à l'induction. Des éléments de la conception de Ronalds ont été utilisés dans la commercialisation ultérieure du télégraphe, plus de 20 ans plus tard.

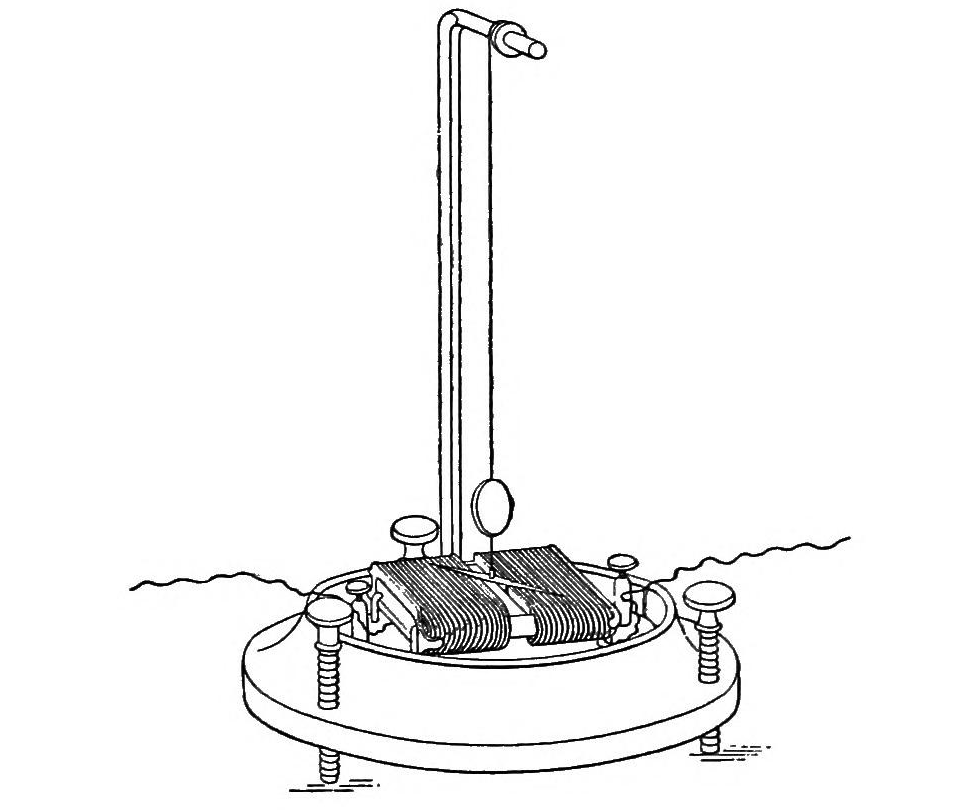
Un instrument à aiguille provenant d'un télégraphe de Schilling.

Le télégraphe de Schilling, inventé par le baron Schilling en 1832, était un des premiers télégraphes à aiguilles. Son dispositif de transmission était constitué d'un clavier de 16 touches en noir et blanc, qui servaient à commuter le courant électrique. L'instrument de réception était constitué de six galvanomètres à aiguilles magnétiques, suspendus à des fils de soie. Les deux stations du télégraphe de Schilling étaient reliées par huit fils ; six étaient reliés aux galvanomètres, un servait pour le courant de retour et un pour une cloche de signalisation. Lorsqu'au poste de départ, l'opérateur appuyait sur une touche, le pointeur correspondant était dévié au poste de réception. Différentes positions des drapeaux noirs et blancs sur différents disques donnaient des combinaisons qui correspondaient aux lettres ou aux chiffres. Pavel Schilling a ensuite amélioré son appareil en réduisant le nombre de fils de connexion de huit à deux.
Le 21 octobre 1832, Schilling réussit une transmission de signaux à courte distance entre deux télégraphes situés dans des pièces différentes de son appartement. En 1836, le gouvernement britannique a tenté d'acheter le projet, mais Schilling a préféré accepter les propositions de Nicolas Ier de Russie. Le télégraphe de Schilling a été testé sur un câble expérimental souterrain et sous-marin de 5 kilomètres de long, posé autour du bâtiment principal de l'Amirauté à Saint-Pétersbourg et a été approuvé pour un télégraphe entre le palais impérial de Peterhof et la base navale de Kronstadt. Cependant, le projet a été annulé à la suite de la mort de Schilling en 1837. Schilling est également l'un des premiers à mettre en pratique l'idée du système binaire de transmission des signaux. Ses travaux sont repris et développés par Moritz von Jacobi qui invente un équipement télégraphique utilisé par le tsar Alexandre III pour relier le palais impérial de Tsarskoïe Selo et la base navale de Kronstadt.
En 1833, les Allemands Carl Friedrich Gauss et Wilhelm Eduard Weber à Göttingen installent un fil de 1 200 m de long au-dessus des toits de la ville. Gauss a combiné le multiplicateur de Poggendorff-Schweigger avec son magnétomètre pour construire un appareil plus sensible, le galvanomètre. Pour changer la direction du courant électrique, il construit son propre commutateur. Ainsi, il a pu faire bouger l'aiguille éloignée dans la direction fixée par le commutateur à l'autre extrémité de la ligne.

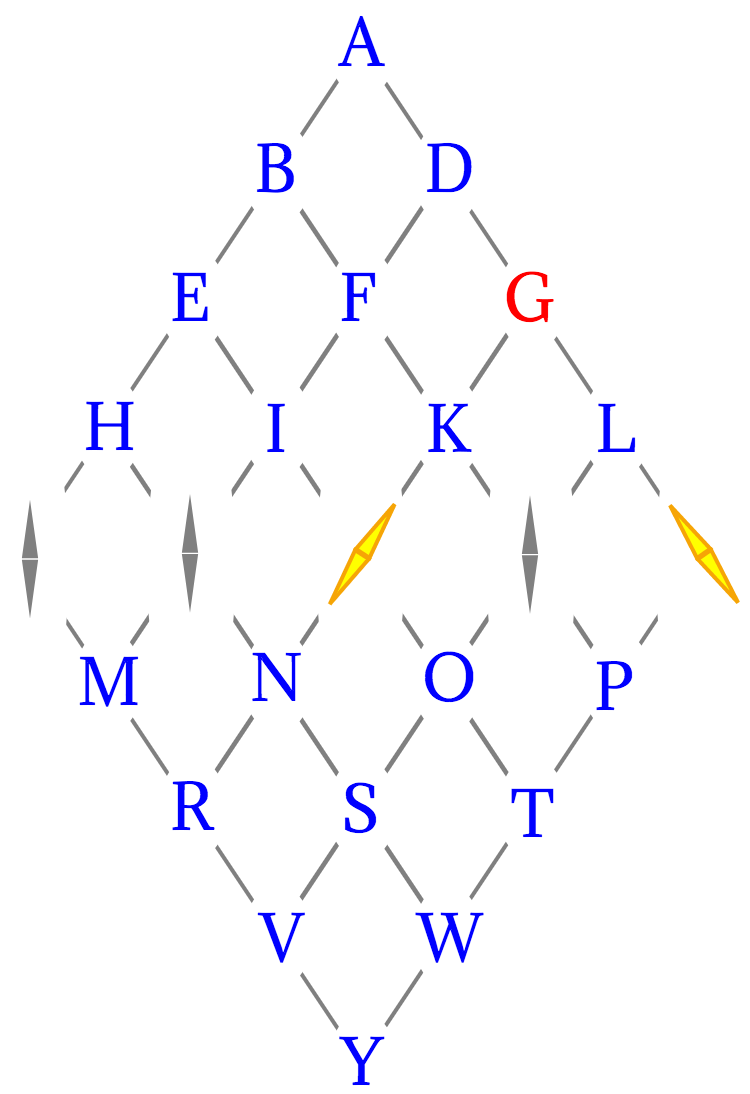
Schéma de l'alphabet utilisé dans un télégraphe de Cooke et Wheatstone à 5 aiguilles, indiquant la lettre G.

Au début, Gauss et Weber ont utilisé le télégraphe pour coordonner le temps, mais ils ont rapidement développé d'autres signaux et finalement, leur propre alphabet. L'alphabet était codé en un code binaire transmis par des impulsions de tension positive ou négative générées en déplaçant une bobine d'induction de haut en bas sur un aimant permanent et en connectant la bobine aux fils de transmission au moyen du commutateur. La page du cahier de laboratoire de Gauss contenant à la fois son code et le premier message transmis, ainsi qu'une réplique du télégraphe réalisée dans les années 1850 sous les instructions de Weber sont conservées à la faculté de physique de l'université de Göttingen, en Allemagne.
Gauss était convaincu que cette communication serait une aide pour les villes de son royaume. Plus tard, la même année, au lieu d'une pile voltaïque, Gauss utilise une impulsion d'induction électromagnétique, ce qui lui permet de transmettre sept lettres par minute au lieu de deux. Les inventeurs et l'université ne disposaient pas des fonds nécessaires pour développer le télégraphe par leurs propres moyens, mais ils ont reçu des fonds d'Alexander von Humboldt. Carl August von Steinheil, à Munich, a pu construire un réseau télégraphique dans la ville en 1835-1836. Il a installé une ligne télégraphique le long du premier chemin de fer allemand en 1835. Steinheil a construit un télégraphe le long de la ligne ferroviaire Nuremberg - Fürth en 1838, le premier télégraphe avec retour par la terre mis en service.
En 1837, William Fothergill Cooke et Charles Wheatstone avaient co-développé un système télégraphique qui utilisait un certain nombre d'aiguilles sur un tableau qui pouvait être déplacées pour pointer les lettres de l'alphabet. Un nombre quelconque d'aiguilles pouvait être utilisé, en fonction du nombre de caractères à coder. En mai 1837, ils ont fait breveter leur système. Le brevet recommandait cinq aiguilles, qui codaient vingt des 26 lettres de l'alphabet.

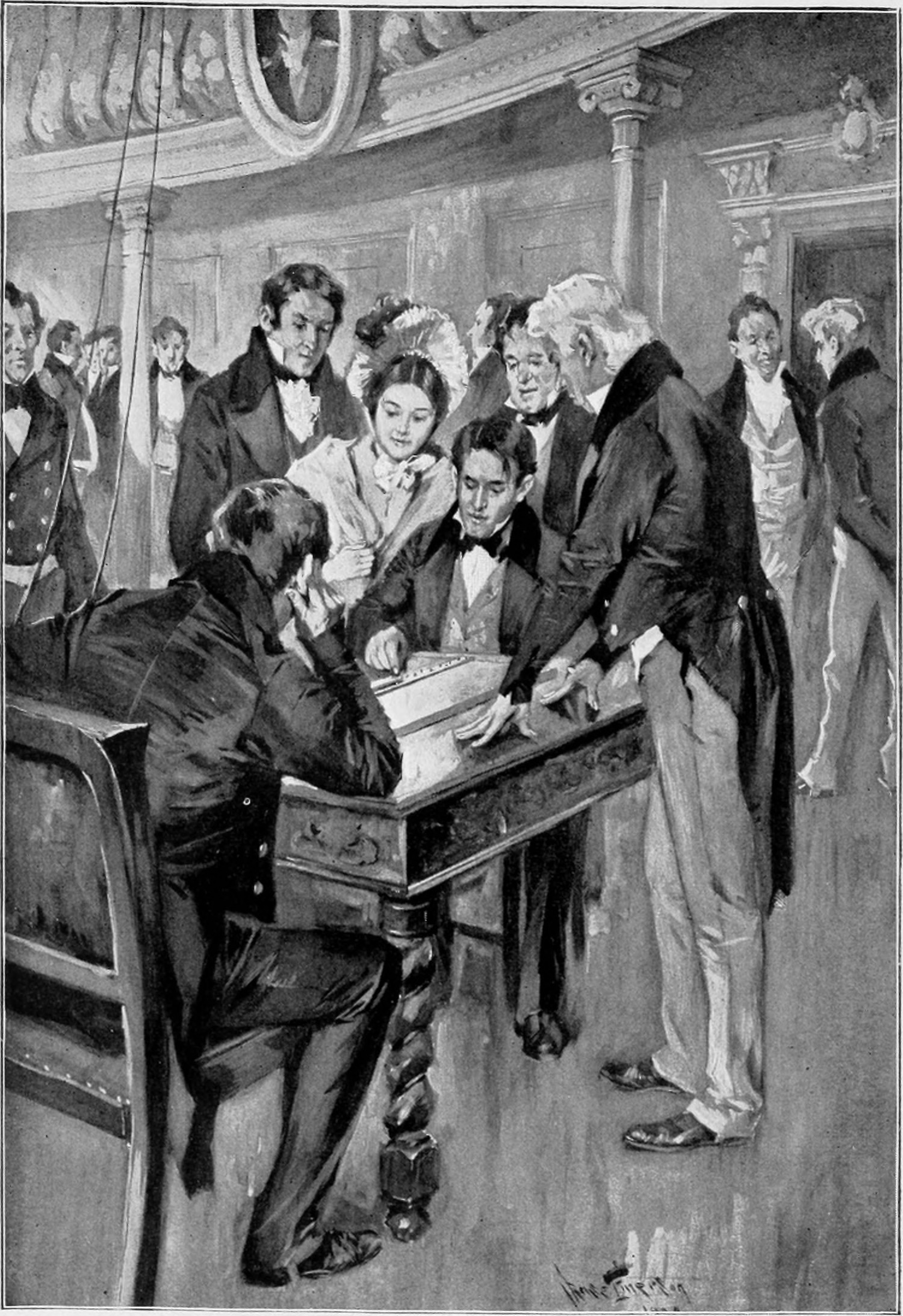
Illustration de 1900 de Samuel Morse envoyant le premier message longue distance, WHAT HATH GOD WROUGHT, le 24 mai 1844.

Samuel Morse a développé et breveté indépendamment un télégraphe électrique à enregistrement en 1837. L'assistant de Morse, Alfred Vail, a développé un instrument appelé enregistreur pour enregistrer les messages reçus. Il marquait des points et des tirets sur une bande de papier en mouvement à l'aide d'un stylet actionné par un électro-aimant. Morse et Vail ont mis au point l'alphabet de signalisation du code Morse. Le premier télégramme aux États-Unis a été envoyé par Morse le 11 janvier 1838, à travers 3 km de fil à l'usine sidérurgique Speedwell près de Morristown (New Jersey), bien que ce ne soit que plus tard, en 1844, qu'il ait envoyé le message « WHAT HATH GOD WROUGHT » (litt. « ce que Dieu a forgé ») sur les 71 km qui séparent le Capitole de Washington de l'ancien dépôt de Mt Clare (en) à Baltimore, à travers la ligne télégraphique Baltimore-Washington (en),.

## Télégraphie commerciale

### Système Cooke and Wheatstone

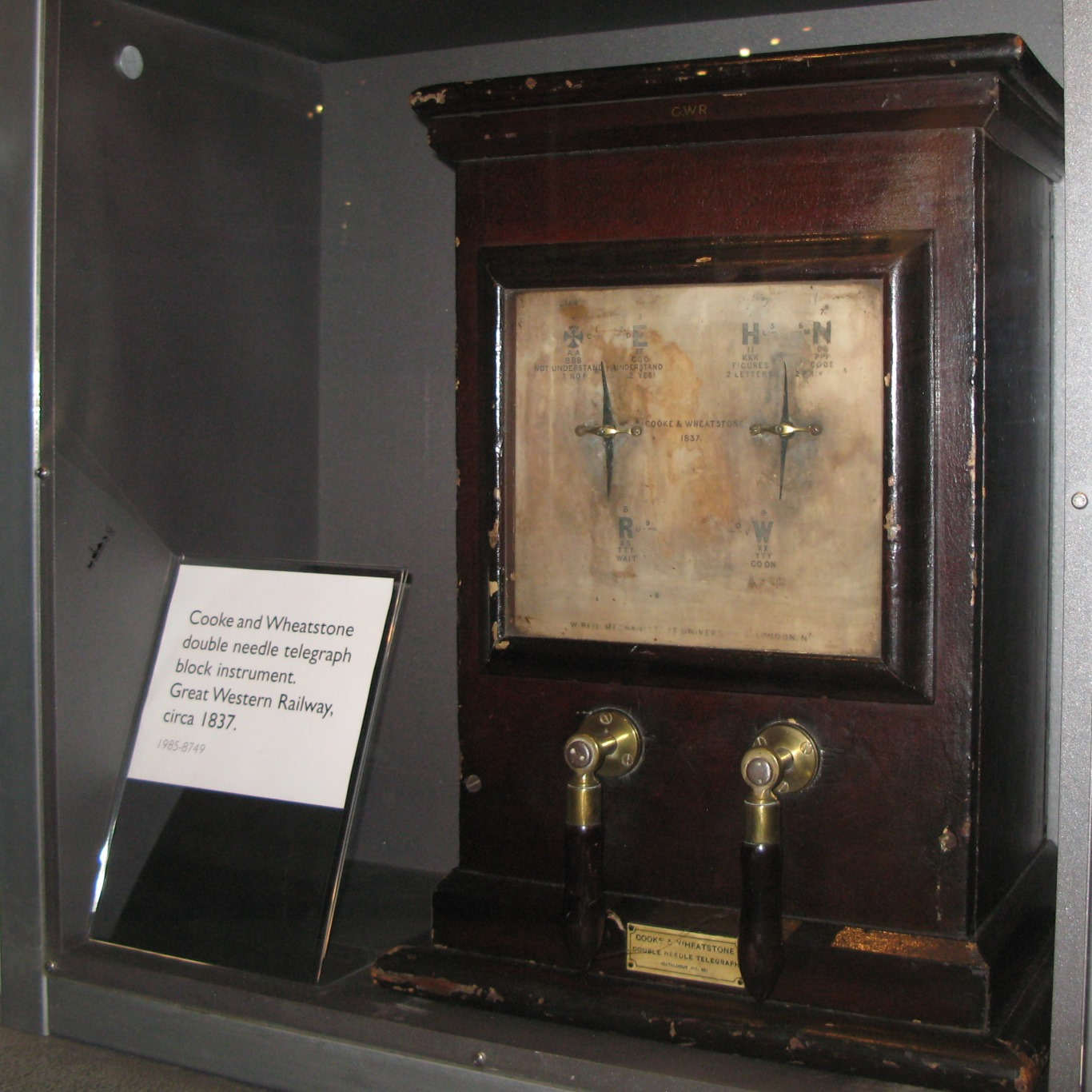
Instrument télégraphique à double aiguille GWR Cooke et Wheatstone.

Le premier télégraphe électrique commercial était le télégraphe de Cooke et Wheatstone. Un système de démonstration à quatre aiguilles a été installé sur la section d'Euston à Camden Town du chemin de fer de Londres et Birmingham (en) de Robert Stephenson en 1837 pour signaler l'accouplement des locomotives par câble. Il a été rejeté en faveur de sifflets pneumatiques. Cooke et Wheatstone ont connu leur premier succès commercial avec un système installé sur le Great Western Railway sur les 21 km de la gare de Paddington à West Drayton en 1838. Il s'agissait d'un système à cinq aiguilles et six fils. L'un des principaux avantages de ce système était qu'il affichait la lettre envoyée, de sorte que les opérateurs n'avaient pas besoin d'apprendre un code. Ce système a souffert de la défaillance de l'isolation des câbles souterrains,.
Lorsque la ligne a été prolongée jusqu'à Slough en 1843, le télégraphe a été converti en un système à une aiguille et deux fils avec des fils non isolés sur des poteaux. Le coût de l'installation des fils était finalement plus important économiquement que le coût de la formation des opérateurs. Le télégraphe à une aiguille a connu un grand succès sur les chemins de fer britanniques, et 15 000 postes étaient encore en service à la fin du XIXe siècle. Certains étaient encore en service dans les années 1930. L'Electric Telegraph Company, la première société de télégraphie publique au monde, a été créée en 1845 par le financier John Lewis Ricardo (en) et Cooke,.

### Télégraphe Wheatstone ABC

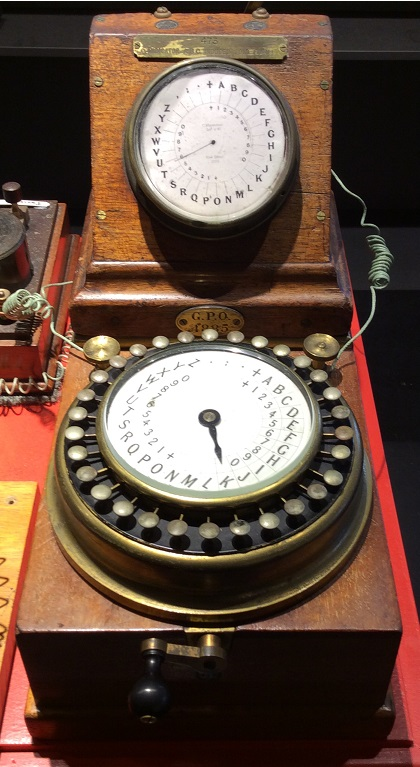
Un télégraphe A, B, C de Wheatstone alimenté par une bobine, avec le cadran horizontal « communicateur », le cadran incliné « indicateur » et la manivelle de la bobine qui génère le signal électrique.

Charles Wheatstone a développé un système alphabétique pratique en 1840 appelé le système A.B.C., utilisé principalement sur des fils privés. Il se composait d'un « communicateur » à l'extrémité d'émission et d'un « indicateur » à l'extrémité de réception. Le communicateur consistait en un cadran circulaire avec une aiguille et les 26 lettres de l'alphabet (et quatre signes de ponctuation) autour de sa circonférence. En face de chaque lettre se trouvait une touche sur laquelle on pouvait appuyer. Une transmission commençait avec les pointeurs des cadrans aux deux extrémités réglés sur la position de départ. L'opérateur émetteur appuyait alors sur la touche correspondant à la lettre à transmettre. À la base du communicateur se trouvait une bobine actionnée par une poignée située à l'avant. On le tourne pour appliquer une tension alternative à la ligne. Chaque demi-cycle de courant fait avancer les pointeurs des deux extrémités d'une position. Lorsque le pointeur atteignait la position de la touche enfoncée, il s'arrêtait et la bobine était déconnectée de la ligne. Le pointeur du communicateur était relié au mécanisme de la bobine. L'aiguille de l'indicateur était déplacée par un électroaimant polarisé dont l'induit était couplé à celui-ci par un échappement. Ainsi, la tension alternative de la ligne déplaçait l'aiguille de l'indicateur sur la position de la touche enfoncée sur le communicateur. En appuyant sur une autre touche, on libère le pointeur et la touche précédente, et on reconnecte la bobine à la ligne. Ces machines étaient très robustes et simples à utiliser, et elles sont restées en usage en Grande-Bretagne jusque tard dans le XXe siècle,.

### Système Morse
Le système Morse utilise un seul fil entre les bureaux. À la station d'envoi, un opérateur appuie sur un interrupteur appelé manipulateur morse ou « clé télégraphique », ce qui permet d'épeler les messages en code Morse. À l'origine, l'induit était destiné à faire des marques sur une bande de papier, mais les opérateurs ont appris à interpréter les clics et il était plus efficace d'écrire directement le message.

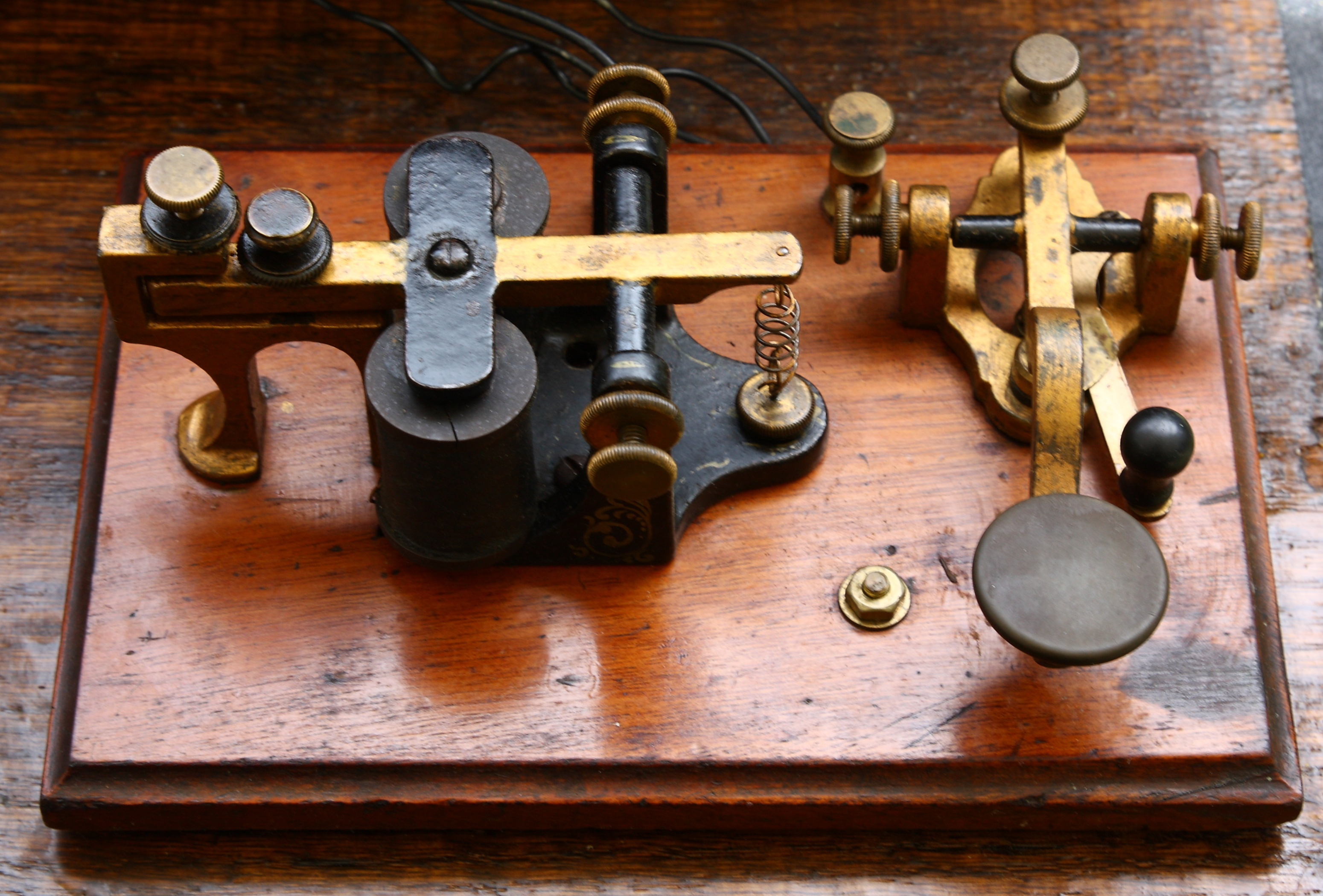
Manipulateur morse et sonnerie.

En 1851, lors d'une conférence à Vienne, les pays de l'Union télégraphique germano-autrichienne (qui comprenait de nombreux pays d'Europe centrale) ont adopté le télégraphe Morse comme système de communications internationales. Le code Morse international adopté était considérablement modifié par rapport au code Morse américain (en) original, et était basé sur un code utilisé sur les chemins de fer de Hambourg : celui de Friedrich Clemens Gerke, élaboré en 1848. Un code commun était une étape nécessaire pour permettre une connexion télégraphique directe entre les pays. Avec des codes différents, des opérateurs supplémentaires étaient nécessaires pour traduire et retransmettre le message. En 1865, une conférence à Paris adopta le code de Gerke comme le code Morse international et fut désormais la norme internationale. Les États-Unis ont toutefois continué à utiliser le code Morse américain en interne pendant un certain temps, de sorte que les messages internationaux devaient être retransmis dans les deux sens.
Aux États-Unis, le télégraphe Morse/Vail a été rapidement déployé dans les deux décennies qui ont suivi la première démonstration en 1844. Le télégraphe terrestre transcontinental (en) reliait la côte ouest du continent à la côte est le 24 octobre 1861, mettant fin au Pony Express.

### Système Foy–Breguet

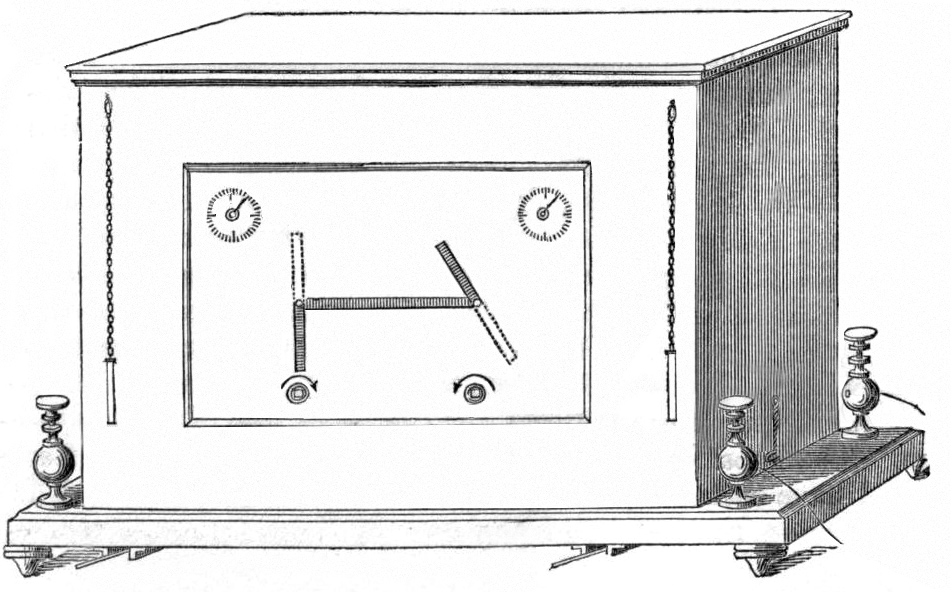
Le télégraphe de Foy et Breguet affichant la lettre « Q ».

La France a été lente à adopter le télégraphe électrique, en raison de l'important système de sémaphore construit à l'époque napoléonienne. On craignait également qu'un télégraphe électrique puisse être rapidement mis hors service par des saboteurs ennemis, ce qui était beaucoup plus difficile à faire avec les télégraphes optiques qui n'avaient pas de matériel exposé entre les stations. Le télégraphe de Foy et Breguet a finalement été adopté. Il s'agissait d'un système à deux aiguilles utilisant deux fils de signalisation mais affichés d'une manière très différente des autres télégraphes à aiguilles. Les aiguilles formaient des symboles semblables à ceux du système optique Chappe, ce qui le rendait plus familier aux télégraphistes. Le système optique a été mis hors service à partir de 1846, mais pas complètement avant 1855. Cette année-là, le système de Foy et Breguet est remplacé par le système Morse.

### Expansion
Outre l'expansion rapide de l'utilisation des télégraphes le long des chemins de fer, ils se sont rapidement étendus au domaine de la communication de masse, les instruments étant installés dans les bureaux de poste. L'ère de la communication personnelle de masse avait commencé. Les réseaux télégraphiques étaient coûteux à construire, mais le financement était facilement disponible, notamment auprès des banquiers ou d'investisseurs privés. En 1852, des systèmes nationaux étaient en service dans les principaux pays, :
| Pays        | Compagnie ou système                                                                          | Longueur  |
| ----------- | --------------------------------------------------------------------------------------------- | --------- |
| États-Unis  | 20 compagnies                                                                                 | 37 000 km |
| Royaume-Uni | Electric Telegraph Company, British and Irish Magnetic Telegraph Company (en), principalement | 3 500 km  |
| Prusse      | Système Siemens                                                                               | 2 300 km  |
| Autriche    | Système Siemens                                                                               | 1 600 km  |
| Canada      |                                                                                               | 1 400 km  |
| France      | dominance des systèmes de sémaphores                                                          | 1 100 km  |

La New York and Mississippi Valley Printing Telegraph Company a été créée en 1852 à Rochester (New York), et est finalement devenue la Western Union Telegraph Company. Bien que de nombreux pays disposent de réseaux télégraphiques, il n'existe pas d'interconnexion mondiale. Le message postal était encore le principal moyen de communication avec les pays hors d'Europe. La télégraphie a été introduite en Asie centrale dans les années 1870.

### Améliorations de la télégraphie

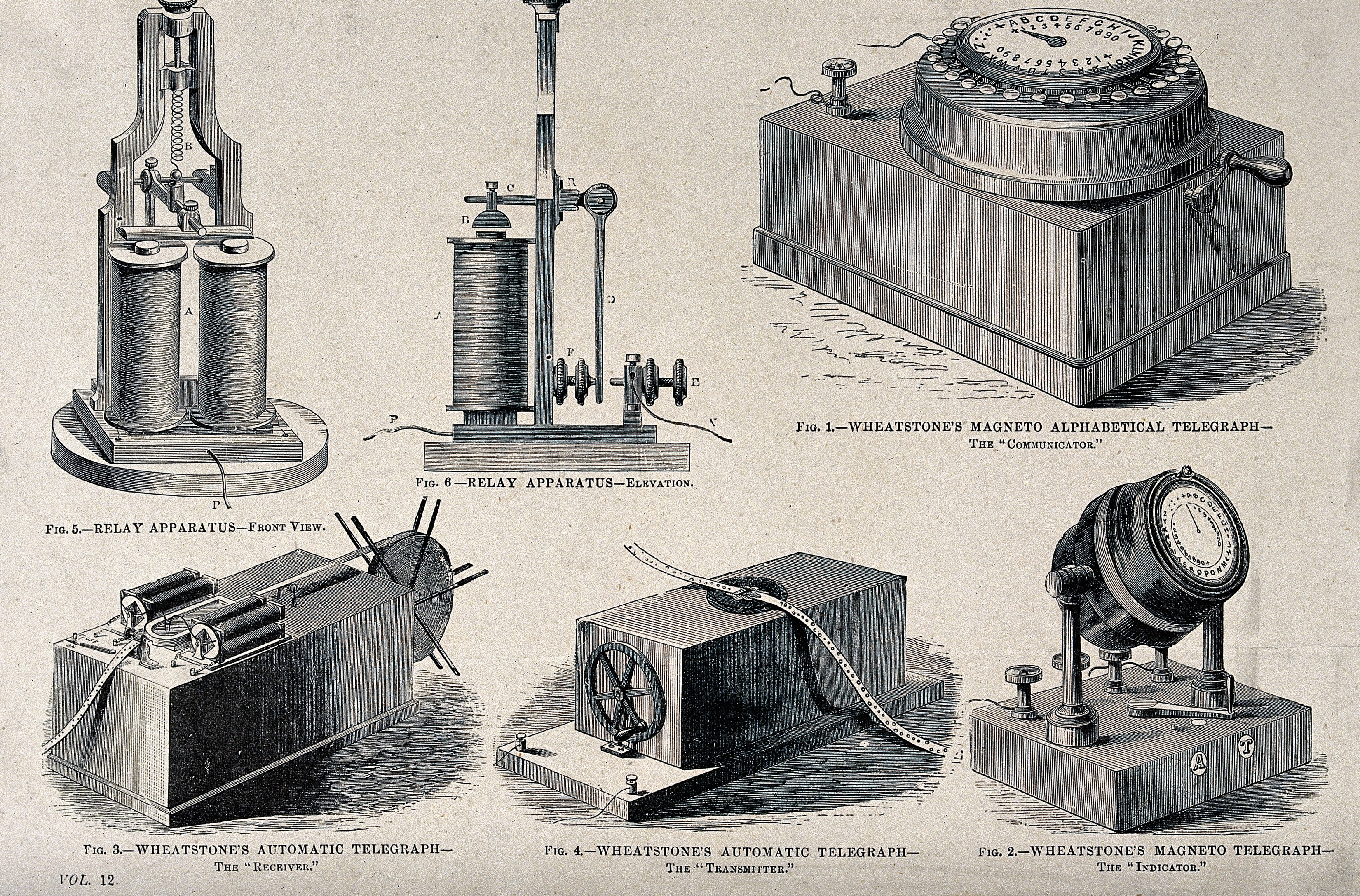
Équipement du réseau télégraphique automatisé de Wheatstone.

L'objectif constant des sociétés de télégraphie était de réduire le coût par message en diminuant la main d’œuvre nécessaire et en augmentant la vitesse d'envoi. De nombreuses expériences ont été menées avec des pointeurs mobiles et divers codages électriques. Cependant, la plupart des systèmes étaient trop compliqués et peu fiables. Le développement du style télégraphique (en) a été un moyen efficace de réduire la taille des messages et donc le coût par message.
Le premier système dont le fonctionnement ne nécessitait pas l'intervention de techniciens qualifiés fut le système ABC de Charles Wheatstone, en 1840, dans lequel les lettres de l'alphabet étaient disposées autour d'un cadran d'horloge, et le signal faisait en sorte qu'une aiguille indique la lettre reçue. Ce premier système exigeait que l'opérateur télégraphiste soit présent en temps réel pour enregistrer le message et il atteignait des vitesses allant jusqu'à 15 mots par minute.
En 1846, Alexander Bain a fait breveter un télégraphe chimique à Édimbourg. Le courant du signal déplaçait une plume de fer sur une bande de papier en mouvement trempée dans un mélange de nitrate d'ammonium et de ferrocyanure de potassium, décomposant le produit chimique et produisant des marques bleues lisibles en code Morse. La vitesse du télégraphe imprimé était de 16 mots et demi par minute, mais les messages devaient toujours être traduits en anglais par des copistes en chair et en os. La télégraphie chimique a pris fin aux États-Unis en 1851, lorsque le groupe Morse a fait annuler le brevet de Bain devant la Cour de district des États-Unis.

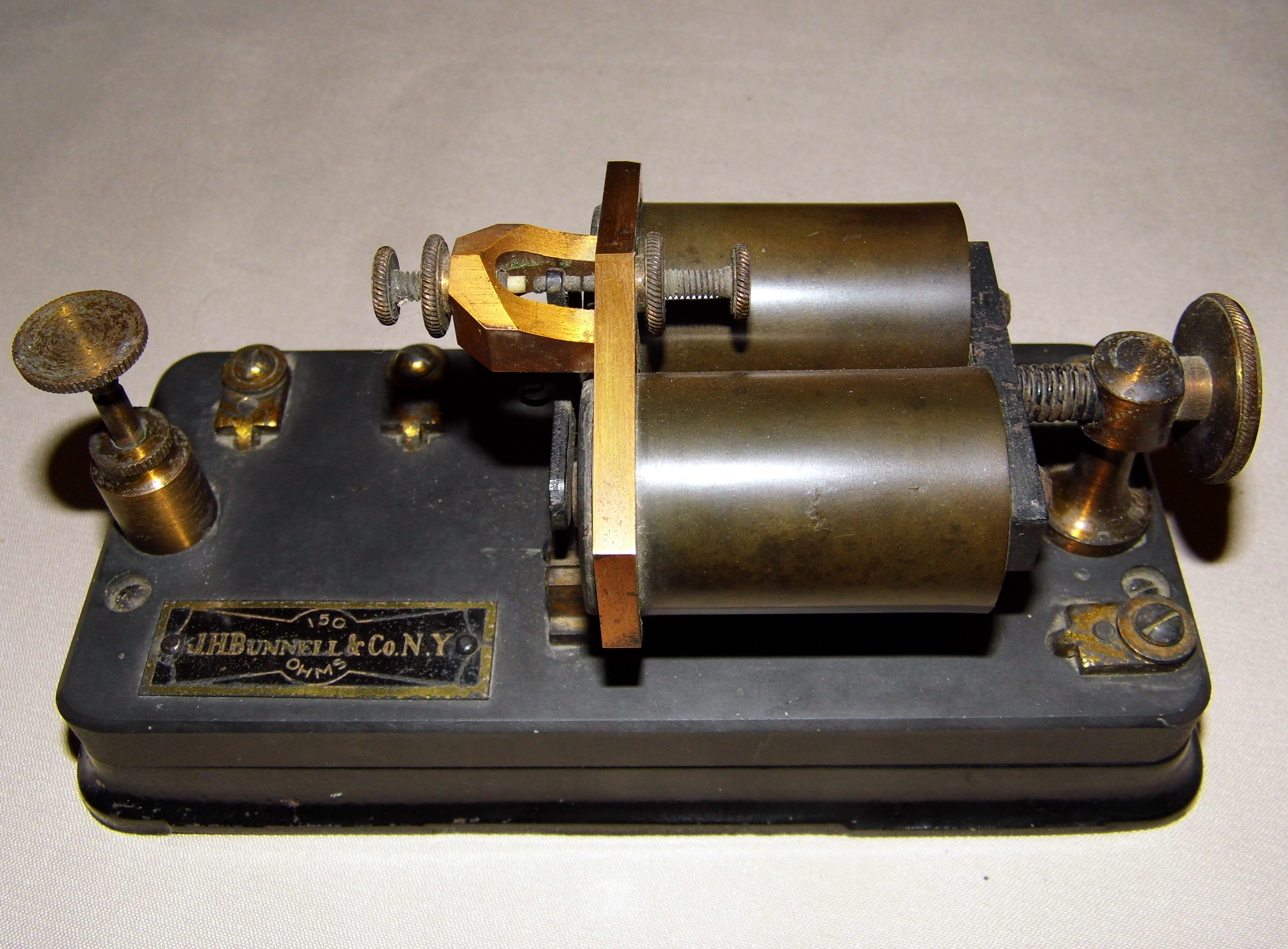
Une 150 Ohms de J.H. Bunnell & Co.

Pendant une brève période, à partir de la ligne New York-Boston en 1848, certains réseaux télégraphiques ont commencé à employer des opérateurs sonores, qui étaient formés pour comprendre le code Morse à l'oreille. Progressivement, l'utilisation d'opérateurs sonores a éliminé la nécessité pour les récepteurs télégraphiques d'inclure un système d'enregistrement sur une bande papier. Au lieu de cela, l'instrument de réception a été modifié pour produire un « son (en) », un électroaimant qui était alimenté par un courant attirait un petit levier en fer. Lorsque la clé de sonnerie était ouverte ou fermée, le levier frappait une enclume et produisait 2 clics sonores. L'opérateur Morse distinguait un point et un tiret par l'intervalle court ou long entre les deux clics. Le message était ensuite écrit à la main.
L'inventeur américain Royal Earl House a mis au point et breveté un système télégraphique d'impression de lettres en 1846, qui utilisait un clavier alphabétique pour l'émetteur et imprimait automatiquement les lettres sur du papier au niveau du récepteur, et a poursuivi avec une version à vapeur en 1852. Les partisans de la télégraphie par impression affirmaient qu'elle éliminerait les erreurs des opérateurs Morse. La machine de House était utilisée sur quatre grandes lignes télégraphiques américaines en 1852. La vitesse de la machine House était annoncée comme étant de 2 600 mots par heure.
Le Britannique David Edward Hughes a inventé le télégraphe imprimeur (en) en 1855 ; il utilisait un clavier de 26 touches pour l'alphabet et une roue typographique tournante qui déterminait la lettre à transmettre en fonction du temps écoulé depuis la transmission précédente. Le système permettait un enregistrement automatique à l'extrémité réceptrice. Le système était très stable et précis et fut accepté dans le monde entier.

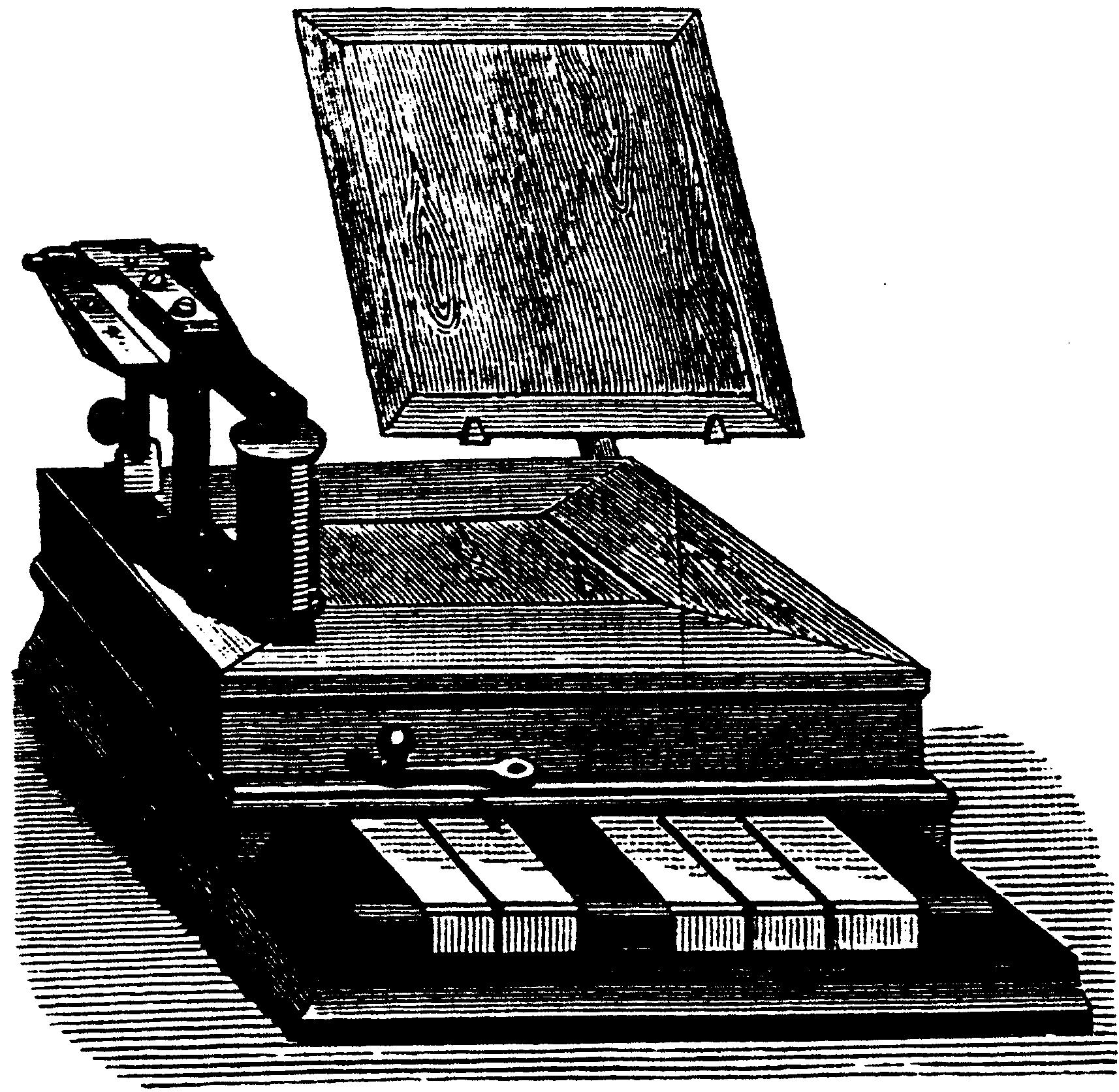
Un clavier Baudot, 1884.

L'amélioration suivante fut le code Baudot de 1874. L'ingénieur français Émile Baudot fait breveter un télégraphe imprimeur dans lequel les signaux sont traduits automatiquement en caractères typographiques. Chaque caractère se voyait attribuer un code de cinq bits, interprété mécaniquement à partir de l'état de cinq interrupteurs à 2 positions. Les opérateurs devaient maintenir un rythme régulier, et la vitesse habituelle de fonctionnement était de 30 mots par minute.
Jusque là, la réception avait été automatisée, mais la vitesse et la précision de la transmission étaient encore limitées par les compétences de l'opérateur humain. Le premier système automatisé pratique a été breveté par Charles Wheatstone. Le message (en code Morse) était tapé sur un morceau de bande perforée à l'aide d'un dispositif semblable à un clavier appelé « Stick Punch ». L'émetteur faisait automatiquement défiler la bande et transmettait le message à la vitesse, alors exceptionnelle, de 70 mots par minute.

#### Téléscripteurs

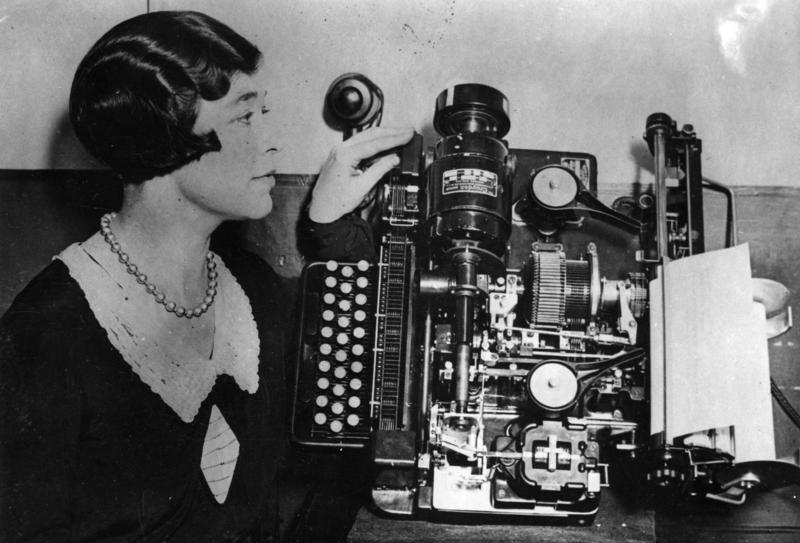
Un Téléscripteur Creed Model 7, en 1930.

Un premier téléscripteur performant a été inventé par Frederick G. Creed. À Glasgow, il crée son premier clavier perforateur, qui utilise de l'air comprimé pour perforer les trous. Il a également créé un reperforateur (perforateur de réception) et une imprimante. Le récepteur perforait les signaux Morse entrants sur un ruban de papier et l'imprimante décodait cette bande pour produire des caractères alphanumériques sur du papier ordinaire. C'est l'origine du système d'impression automatique à grande vitesse Creed (Creed High Speed Automatic Printing System), qui pouvait fonctionner à une vitesse sans précédent de 200 mots par minute. Son système a été adopté par le Daily Mail pour la transmission quotidienne du contenu des journaux.
Avec l'invention du téléscripteur, le codage télégraphique est devenu entièrement automatisé. Les premiers téléscripteurs utilisaient le code Baudot ITA-1, un code à cinq bits. Comme il ne permettait que trente-deux codes, il a été ajouté deux caractères spéciaux « inversions » pour basculer de « lettres » vers « chiffres » et réciproquement. Deux codes de basculement explicites et exclusifs précédaient chaque groupe de lettres et de chiffres. En 1901, le code de Baudot a été modifié par Donald Murray (en).
Dans les années 1930, les téléscripteurs étaient produits par Teletype (en) aux États-Unis, Creed (en) en Grande-Bretagne et Siemens en Allemagne.

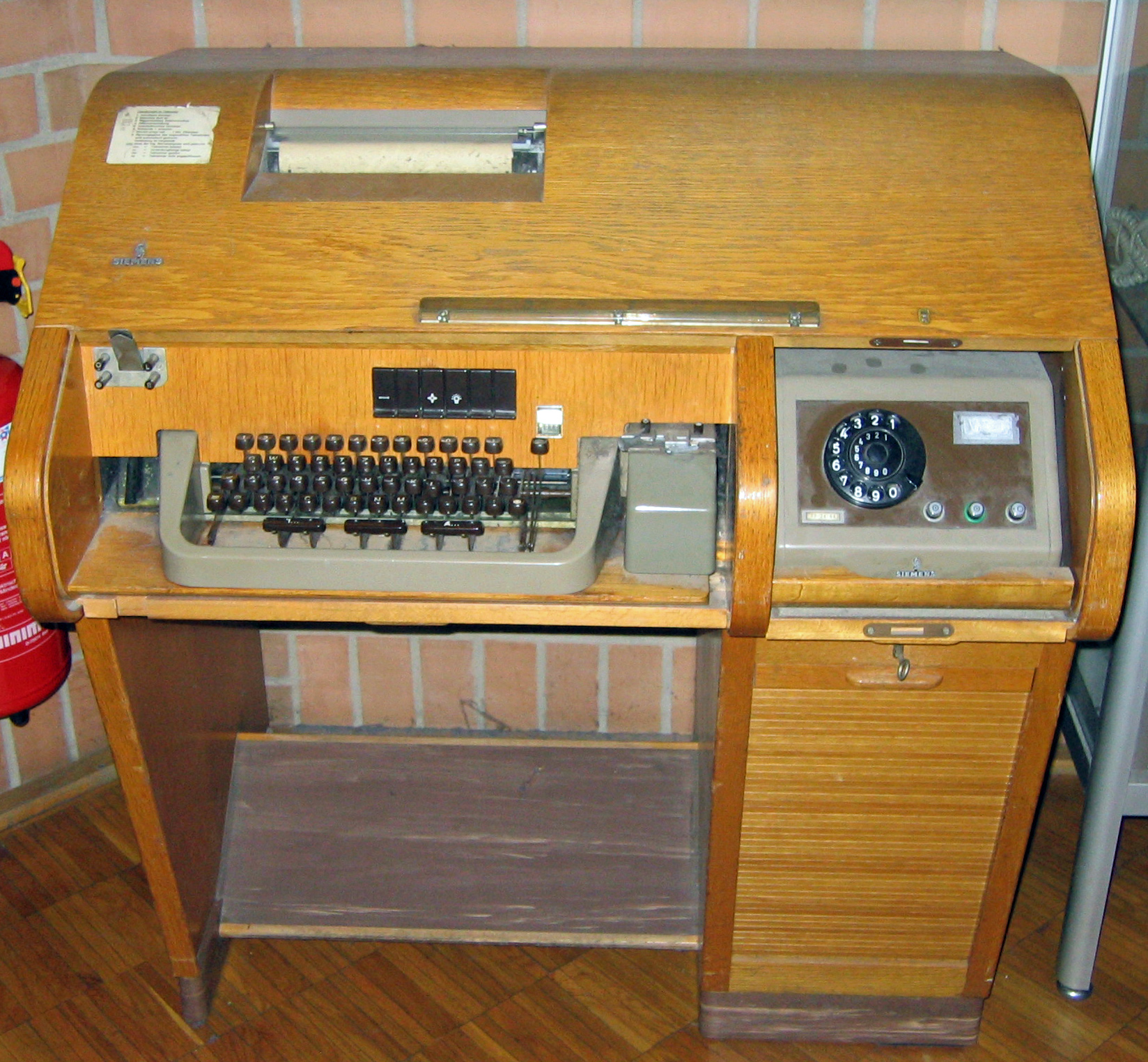
Machine Télex Siemens T100 entourée d'un coffret de réduction de bruit.

En 1935, l'acheminement des messages était le dernier grand obstacle à l'automatisation complète. Les grands fournisseurs de télégraphie ont commencé à développer des systèmes qui utilisaient une numérotation rotative de type téléphonique pour connecter les téléscripteurs. Les systèmes résultants étaient appelés Télex (TELegraph EXchange). Les machines Télex effectuaient d'abord une numérotation par impulsions de type téléphone rotatif pour configurer un système de commutation de circuits, puis envoyaient les données en utilisant le codage ITA2. Ce routage Télex de « type A » automatisait fonctionnellement le routage des messages.
Le premier réseau télex à grande échelle a été mis en place en Allemagne dans les années 1930 pour communiquer au sein du gouvernement.
À la vitesse de 45,45 (±0,5%) bauds — considérée comme rapide à l'époque — jusqu'à 25 canaux télex pouvaient partager un seul canal téléphonique longue distance en utilisant le multiplexage fréquentiel de la télégraphie à fréquence vocale, faisant du télex la méthode la moins coûteuse de communication fiable à longue distance.
Le service d'échange automatique par téléscripteur a été introduit au Canada par CPR Telegraphs et CN Telegraph en juillet 1957 et, en 1958, Western Union a commencé à construire un réseau télex aux États-Unis.

#### Le télégraphe harmonique

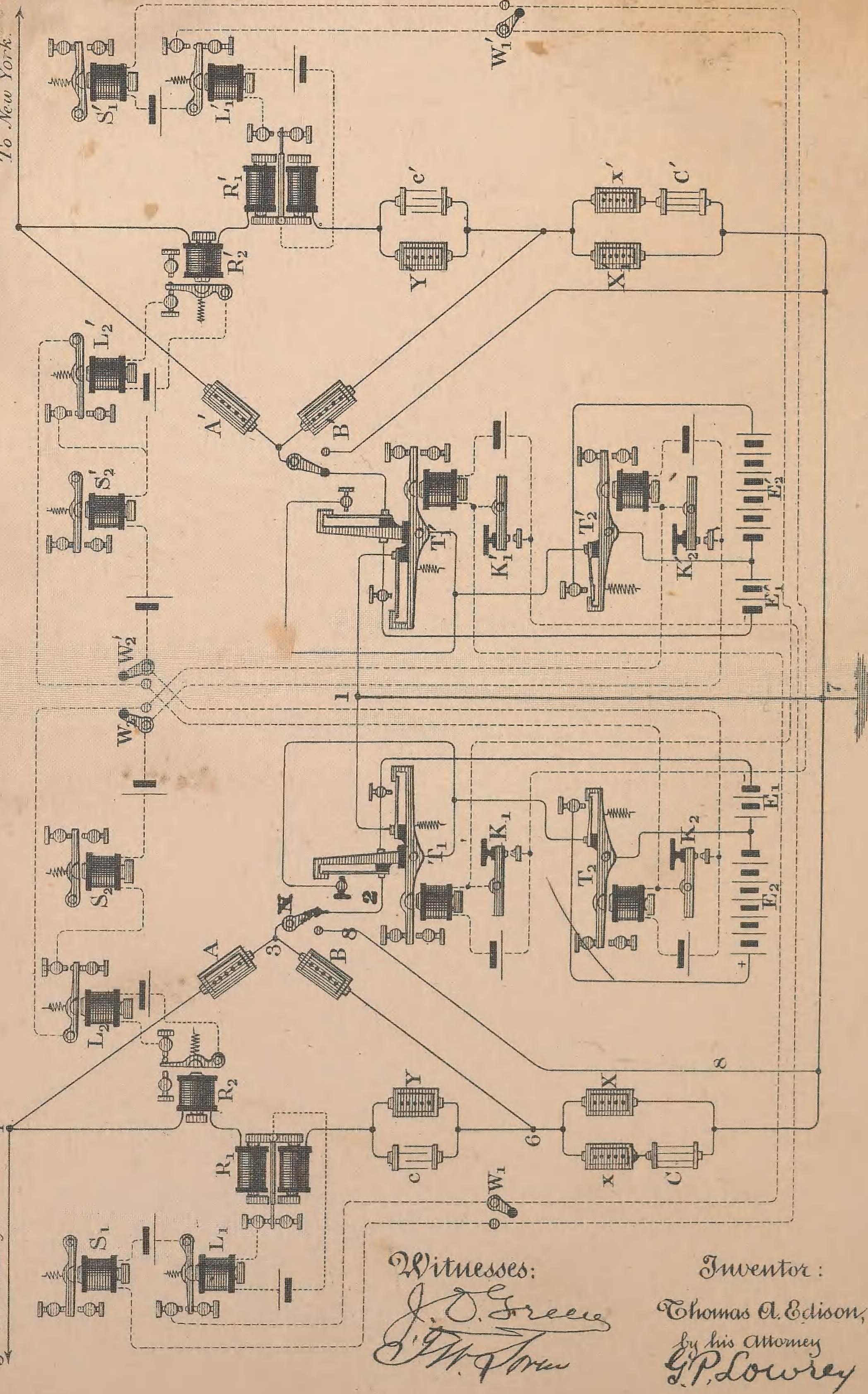
Dessin de brevet du Quadruplex d'Edison.

L'aspect le plus coûteux d'un système télégraphique était l'installation — la pose du fil, qui était souvent très longue. Les coûts seraient mieux couverts si l'on trouvait un moyen d'envoyer plus d'un message à la fois sur un seul fil, augmentant ainsi le revenu par fil. Les premiers dispositifs comprenaient le duplex et le quadruplex (en) qui permettaient, respectivement, une ou deux transmissions télégraphiques dans chaque direction. Cependant, un nombre encore plus important de canaux était souhaité sur les lignes les plus fréquentées. Dans la seconde moitié des années 1800, plusieurs inventeurs ont travaillé à la création d'une méthode permettant d'y parvenir, notamment Charles Bourseul, Thomas Edison, Elisha Gray et Alexander Graham Bell.
Une approche consistait à faire en sorte que des résonateurs utilisant plusieurs fréquences différentes servent de porteuses à un signal modulé tout ou rien. C'est le télégraphe harmonique, une forme de multiplexage par répartition en fréquence. Ces différentes fréquences, appelées harmoniques, pouvaient ensuite être combinées en un signal complexe et envoyées sur un fil unique. À l'extrémité de réception, les fréquences étaient séparées par un ensemble de résonateurs correspondants.
En transportant un ensemble de fréquences sur un seul fil, on s'est rendu compte que la voix humaine elle-même pouvait être transmise électriquement par ce fil. Cet effort a conduit à l'invention du téléphone.

### Câbles télégraphiques océaniques

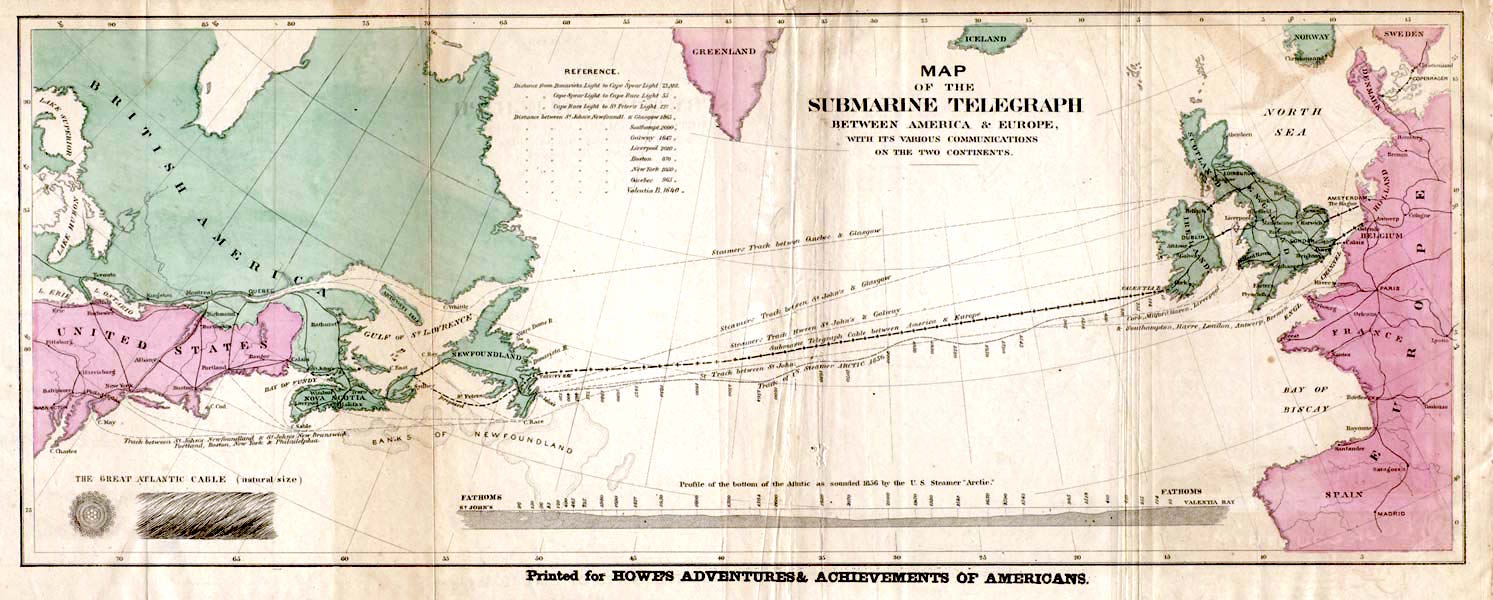
Carte de la route du câble transatlantique de 1858.

Peu après la mise en service des premiers systèmes télégraphiques, la possibilité de transmettre des messages par voie maritime au moyen de câbles de communication sous-marins a été proposée pour la première fois. L'un des principaux défis techniques consistait à isoler suffisamment le câble sous-marin pour éviter que le courant électrique ne s'échappe dans l'eau. En 1842, un chirurgien écossais, William Montgomerie, introduisit en Europe la gutta-percha, le suc adhésif de l'arbre Palaquium gutta. Michael Faraday et Wheatstone découvrent rapidement les mérites de la gutta-percha en tant qu'isolant et, en 1845, ce dernier propose de l'employer pour recouvrir le fil de cuivre que l'on se propose de poser de Douvres à Calais. La gutta-percha a été utilisée comme isolant autour d'un fil posé à travers le Rhin entre Deutz et Cologne. En 1849, Charles Vincent Walker (en), électricien de la South Eastern Railway, a immergé un fil de 3,2 km recouvert de gutta-percha au large de Folkestone, qui a été testé avec succès.
John Watkins Brett, un ingénieur de Bristol, a demandé et obtenu la permission de Louis-Philippe en 1847 d'établir une liaison télégraphique entre la France et l'Angleterre. Un premier câble sous-marin a été posé en 1850, reliant les deux pays et a été suivi par des connexions vers l'Irlande et les Pays-Bas.

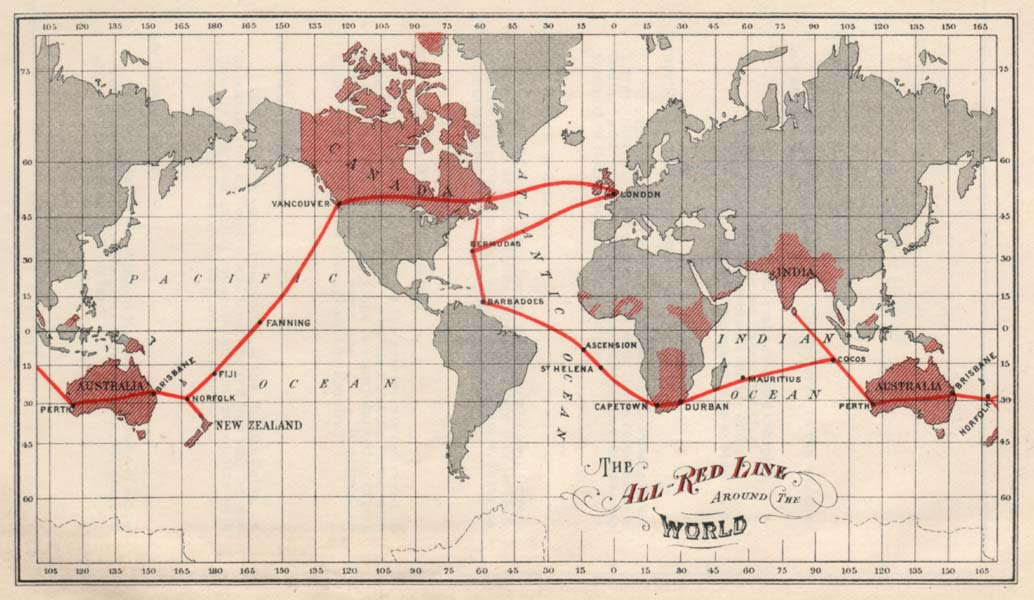
La ligne All Red Line

L'Atlantic Telegraph Company a été créée à Londres par Cyrus West Field en 1856 pour entreprendre la construction d'un câble télégraphique commercial à travers l'océan Atlantique. La pose du premier câble réellement opérationnel a été achevé avec succès le 18 juillet 1866 par le navire SS Great Eastern, commandé par James Anderson, après de nombreuses mésaventures le long du parcours. John Pender, l'un des hommes présents sur le Great Eastern Railway, a plus tard fondé plusieurs sociétés de télécommunications qui posaient principalement des câbles entre la Grande-Bretagne et l'Asie du Sud-Est. Des installations antérieures de câbles sous-marins transatlantiques avaient été tentées en 1857, 1858 et 1865. Le câble de 1858 n'a fonctionné que par intermittence pendant quelques semaines avant de tomber en panne. L'étude des câbles télégraphiques sous-marins a accéléré l'intérêt pour l'analyse mathématique des très longues lignes de transmission. D'autre câbles télégraphiques ont été posées en 1870 de la Grande-Bretagne vers l'Inde. L'expédition du HMS Challenger en 1873-1876 a cartographié le fond de l'océan pour les futurs câbles télégraphiques sous-marins.
L'Australie a été reliée pour la première fois au reste du monde en octobre 1872 par un câble télégraphique sous-marin atterrissant à Darwin, ce qui a permis de transmettre des nouvelles du reste du monde. Le télégraphe à travers le Pacifique a été achevé en 1902, faisant finalement le tour du monde.
Des années 1850 jusqu'à une bonne partie du XXe siècle, les systèmes de câbles sous-marins britanniques ont dominé les réseaux mondiaux. Il s'agissait d'un objectif stratégique officiel, connu sous le nom de All Red Line. En 1896, il y avait trente navires câbliers dans le monde et vingt-quatre d'entre eux appartenaient à des sociétés britanniques. En 1892, les sociétés britanniques possédaient et exploitaient les deux tiers des câbles sous-marins du monde et en 1923, leur part était encore de 42,7 %.

### Cable and Wireless Company

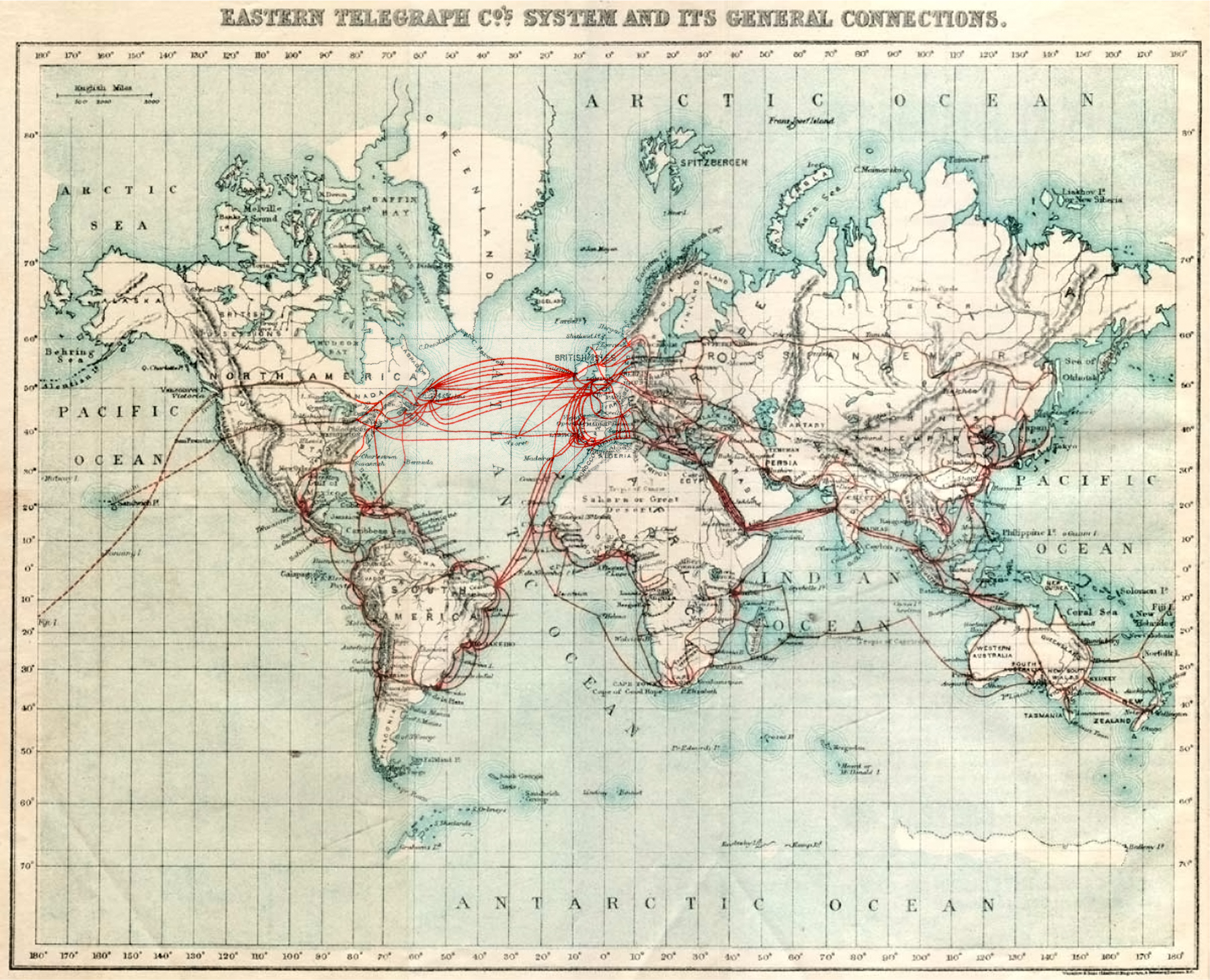
Le réseau de l'Eastern Telegraph Company en 1901.

Cable & Wireless était une société de télécommunications britannique dont les origines remontent aux années 1860, avec John Pender comme fondateur, bien que le nom n'ait été adopté qu'en 1934. Elle a été formée à partir de fusions successives, notamment :
- The Falmouth, Malta, Gibraltar Telegraph Company
- The British Indian Submarine Telegraph Company
- The Marseilles, Algiers and Malta Telegraph Company
- The Eastern Telegraph Company[79]
- The Eastern Extension Australasia and China Telegraph Company
- The Eastern and Associated Telegraph Companies[80]

## Télégraphie et longitude

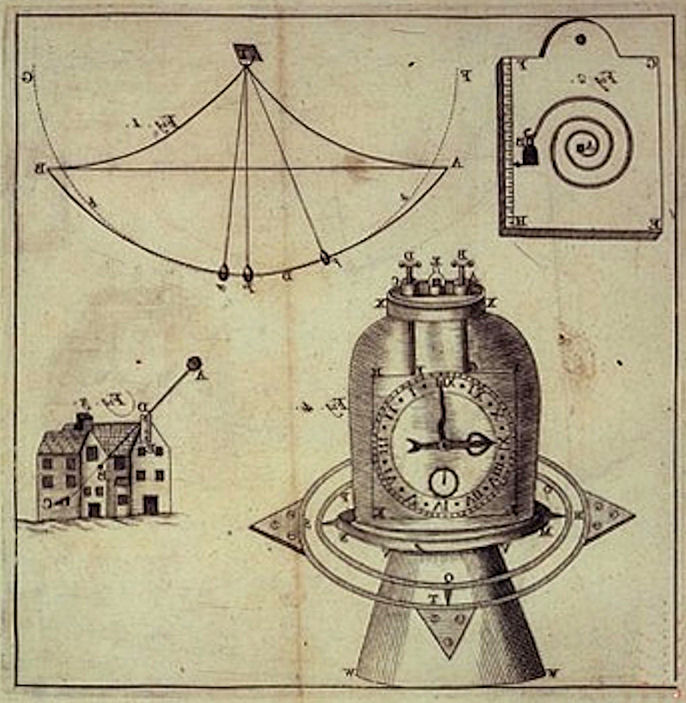
Le « chronomètre » de marine de utilisait des suspensions à cardan dans une cloche à vide.

Le télégraphe a été très important pour l'envoi de signaux horaires permettant de déterminer la longitude, offrant ainsi une plus grande précision que celle dont on disposait auparavant. La longitude était mesurée en comparant le temps local (par exemple, le midi local se produit lorsque le soleil est au plus haut au-dessus de l'horizon) avec le temps absolu (un temps qui est le même pour un observateur n'importe où sur la terre). Si les heures locales de deux endroits diffèrent d'une heure, la différence de longitude entre eux est de 15° (360°/24h). Avant la télégraphie, le temps absolu pouvait être obtenu à partir d'événements astronomiques, tels que les éclipses, les occultations ou les distances lunaires, ou en transportant une horloge précise (un chronomètre) d'un endroit à l'autre.
L'idée d'utiliser le télégraphe pour transmettre un signal de temps pour la détermination de la longitude a été suggérée par François Arago à Samuel Morse en 1837, et le premier test de cette idée a été effectué par le capitaine Charles Wilkes de la marine américaine en 1844, sur la ligne de Morse entre Washington et Baltimore. La méthode a rapidement été utilisée dans la pratique pour la détermination de la longitude, en particulier par l'U.S. Coast Survey, et sur des distances de plus en plus longues à mesure que le réseau télégraphique s'étendait en Amérique du Nord et dans le monde, et que les développements techniques amélioraient la précision et la productivité,.
Le « réseau télégraphique de longitude » devient rapidement mondial. Des liaisons transatlantiques entre l'Europe et l'Amérique du Nord sont établies en 1866 et 1870. La marine américaine a étendu les observations aux Antilles et à l'Amérique centrale et du Sud, avec une liaison transatlantique supplémentaire entre l'Amérique du Sud et Lisbonne entre 1874 et 1890,,,. Les observateurs britanniques, russes et américaines ont créé une chaîne partant de l'Europe et passant par Suez, Aden, Madras, Singapour, la Chine et le Japon, jusqu'à Vladivostok, puis Saint-Pétersbourg et retour en Europe occidentale.
L'Australie a été reliée à Singapour via Java en 1871 et le réseau a fait le tour du globe en 1902 avec la connexion de l'Australie et de la Nouvelle-Zélande au Canada via la All Red Line. La double détermination des longitudes d'est en ouest et d'ouest en est s'accordait à une seconde d'arc près — moins de 30 mètres et 1⁄15 seconde de temps près.

## Télégraphie en temps de guerre

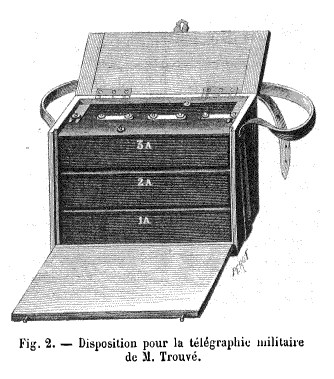
Appareil de télégraphie militaire de Gustave Trouvé, 1876.

La possibilité d'envoyer des télégrammes présentait des avantages évidents pour ceux qui menaient la guerre. Les messages secrets étant codés, l'interception seule ne suffisait pas à donner l'avantage à la partie adverse. L'interception des câbles télégraphiques était soumise à des contraintes géographiques, ce qui améliorait la sécurité. Cependant, une fois la radiotélégraphie mise au point, l'interception est devenue beaucoup plus facile et répandue.

### Guerre de Crimée
La guerre de Crimée a été l'un des premiers conflits à utiliser le télégraphe et l'un des premiers à être largement documenté. En 1854, le gouvernement de Londres a créé un détachement télégraphique militaire pour l'armée, commandé par un officier de la Royal Engineers. Il devait comprendre vingt-cinq hommes du Royal Corps of Sappers & Miners formés par l'Electric Telegraph Company pour construire et utiliser le premier télégraphe électrique de campagne.
L'enregistrement journalistique de la guerre a été assuré par William Howard Russell (écrivant pour le journal The Times) avec des photographies de Roger Fenton. Les nouvelles des correspondants de guerre ont tenu le public des nations impliquées dans la guerre informé des événements quotidiens d'une manière qui n'avait pas été possible dans aucune guerre précédente. Lorsque les Français ont étendu le télégraphe jusqu'à la côte de la mer Noire à la fin de 1854, les nouvelles sont parvenues à Londres en deux jours. Lorsque les Britanniques ont posé un câble sous-marin jusqu'à la péninsule de Crimée en avril 1855, les nouvelles sont parvenues à Londres en quelques heures. Les bulletins d'information quotidiens ont dynamisé l'opinion publique, ce qui a fait tomber le gouvernement et permis à Lord Palmerston de devenir Premier ministre du Royaume-Uni.

### Guerre de Sécession

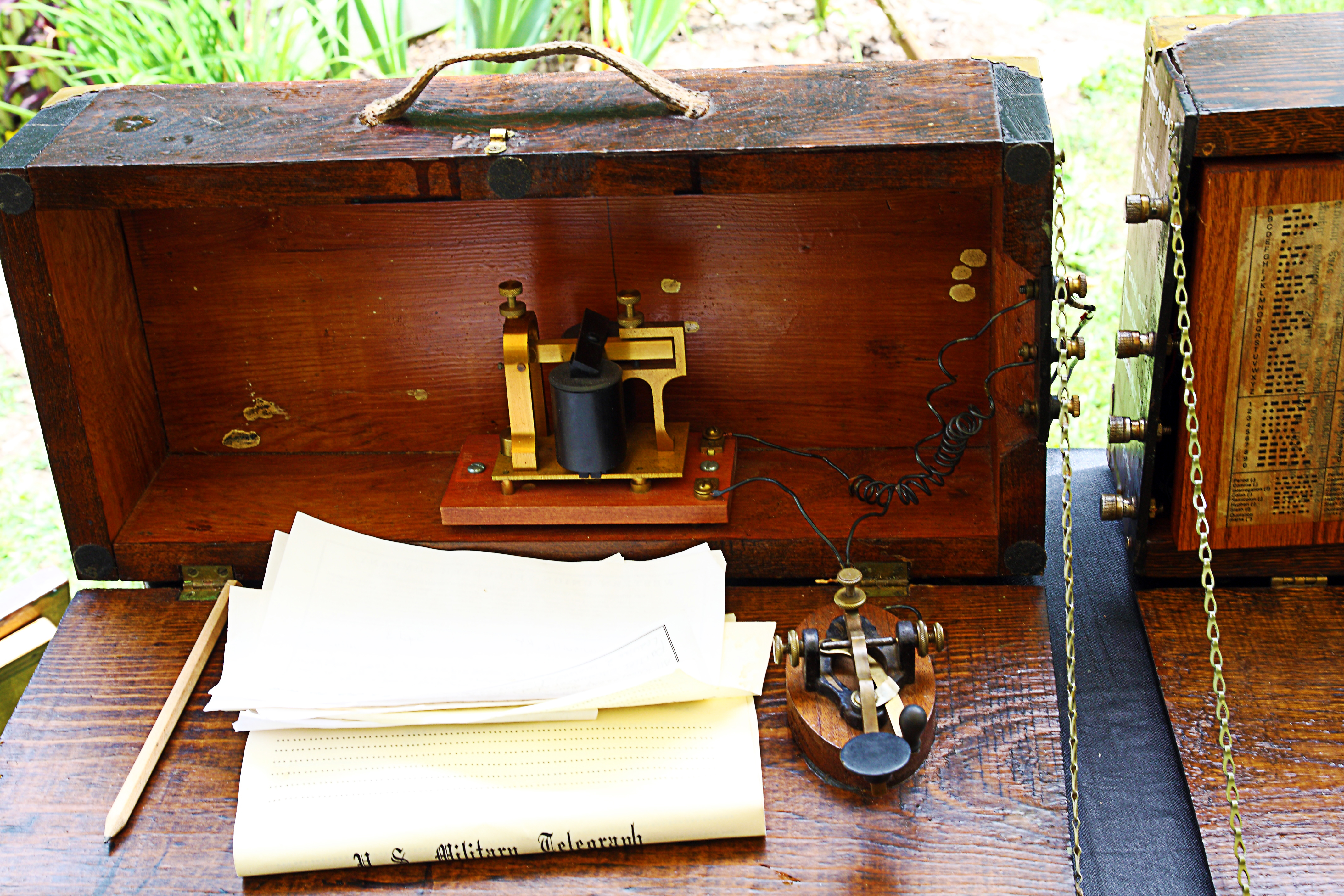
Télégraphe de la guerre de Sécession.

Au cours de la guerre de Sécession, le télégraphe a prouvé sa valeur en tant que moyen de communication tactique, opérationnel et stratégique et a largement contribué à la victoire de l'Union. En revanche, la Confédération n'a pas su utiliser efficacement le réseau télégraphique du Sud, beaucoup plus petit. Avant la guerre, les systèmes télégraphiques étaient principalement utilisés dans le secteur commercial. Les bâtiments gouvernementaux n'étaient pas interconnectés avec les lignes télégraphiques, mais dépendaient des coureurs pour transporter les messages dans les deux sens. Avant la guerre, le gouvernement ne voyait pas la nécessité de connecter des lignes à l'intérieur des limites de la ville, cependant, il voyait l'utilité de connexions entre les villes. Washington étant le centre du gouvernement, elle avait le plus de connexions, mais il n'y avait que quelques lignes qui sortaient de la ville vers le nord et le sud. Ce n'est que pendant la guerre de Sécession que le gouvernement a vu le véritable potentiel du système télégraphique. Peu de temps après le bombardement de Fort Sumter, le Sud a coupé les lignes télégraphiques menant à Washington, ce qui a mis la ville dans un état de panique car elle craignait une invasion immédiate du Sud,.
Dans les six mois suivant le début de la guerre, le corps télégraphique militaire américain (en) (USMT) avait posé environ 480 km de lignes. À la fin de la guerre, ils avaient posé environ 24 000 km de lignes, 8 000 pour l'usage militaire et 5 000 pour l'usage commercial, et avaient traité environ 6,5 millions de messages. Le télégraphe n'était pas seulement important pour la communication au sein des forces armées, mais aussi dans le secteur civil, aidant les dirigeants politiques à garder le contrôle de leurs districts.

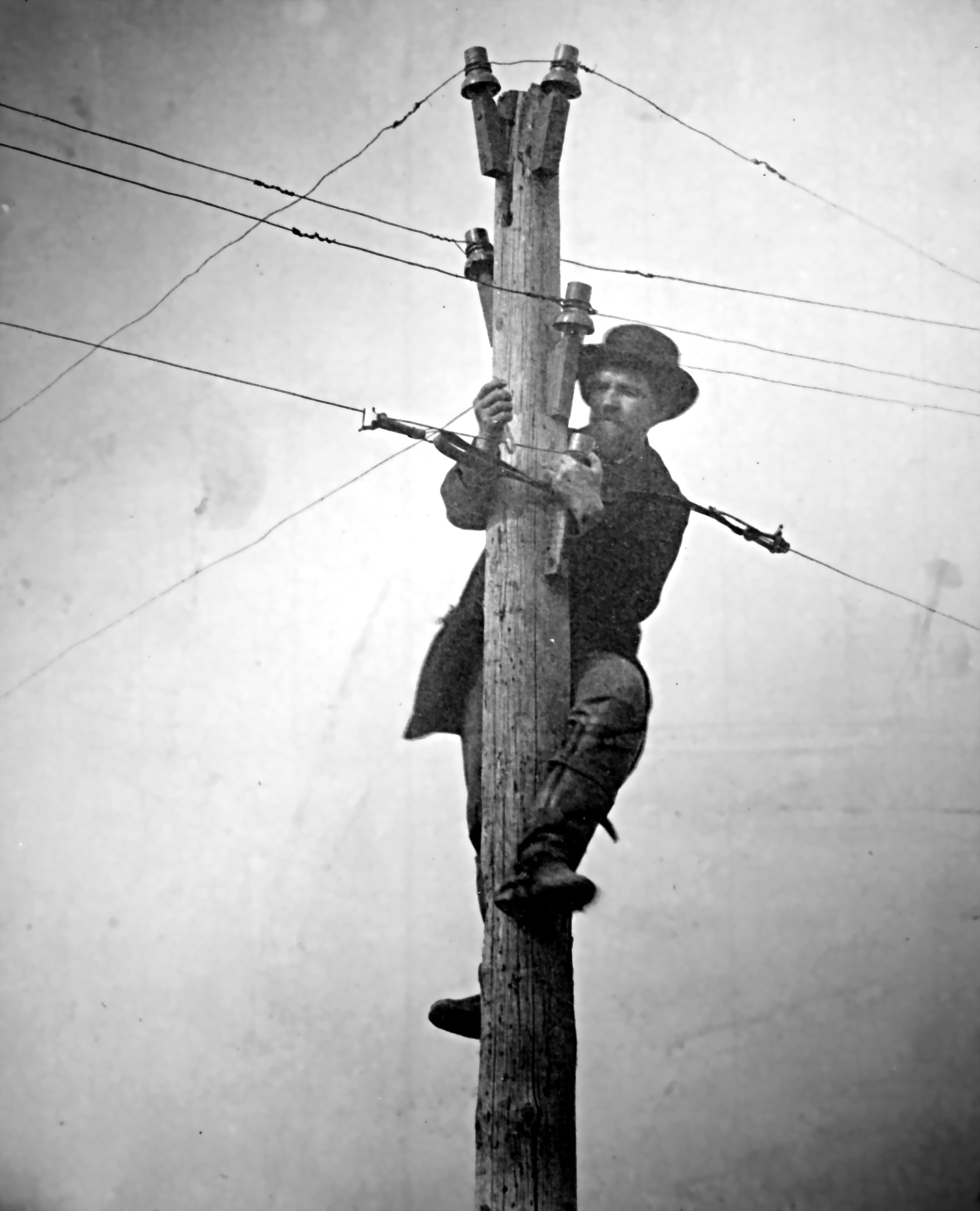
Homme en train de couper des câbles télégraphiques.

Avant même la guerre, l'American Telegraph Company censurait officieusement les messages suspects pour bloquer l'aide au mouvement de sécession. Pendant la guerre, le secrétaire à la Guerre Simon Cameron, puis Edwin M. Stanton, veulent contrôler les lignes télégraphiques pour maintenir le flux d'informations. Au début de la guerre, l'une des premières actions de Stanton en tant que secrétaire à la Guerre a été de faire passer les lignes télégraphiques du quartier général de George McClellan au département de la Guerre. Stanton lui-même a déclaré : « [la télégraphie] est mon bras droit ». La télégraphie a contribué aux victoires du Nord, notamment à la bataille d'Antietam (1862), à la bataille de Chickamauga (1863) et à la marche de Sherman vers la mer (1864).
Le système télégraphique avait encore des failles. L'USMT, bien qu'étant la principale source de télégraphistes et de câbles, était encore une agence civile. La plupart des opérateurs étaient d'abord embauchés par les compagnies télégraphiques, puis sous-traités par le ministère de la Guerre. Cela a créé des tensions entre les généraux et leurs opérateurs. Une source d'irritation était que les opérateurs de l'USMT n'avaient pas à suivre l'autorité militaire. En général, ils s'exécutaient sans hésitation, mais ils n'étaient pas tenus de le faire. Albert J. Myer (en) a donc créé un corps de transmissions de l'armée américaine (USA Signal Corps) en février 1863. En tant que nouveau chef du Signal Corps, Myer a essayé de placer tous les signaux télégraphiques et de drapeaux sous son commandement, et donc sous la discipline militaire. Après avoir créé le Signal Corps, Myer a poussé au développement de nouveaux systèmes télégraphiques. Alors que l'USMT s'appuyait principalement sur des lignes et des opérateurs civils, le nouveau télégraphe de campagne du Signal Corp pouvait être déployé et démantelé plus rapidement que le système de l'USMT.

### Première Guerre mondiale

Un télégraphe morse suisse.

Pendant la Première Guerre mondiale, les communications télégraphiques de la Grande-Bretagne n'ont presque pas été interrompues, alors qu'elle a pu couper rapidement les câbles allemands dans le monde entier. Le gouvernement britannique a censuré les compagnies de câbles télégraphiques dans le but d'éradiquer l'espionnage et de restreindre les transactions financières avec les nations des puissances centrales. L'accès britannique aux câbles transatlantiques et son expertise en matière de décryptage ont conduit à l'incident du télégramme Zimmermann, qui a contribué à l'entrée en guerre des États-Unis. Malgré l'acquisition par la Grande-Bretagne de colonies allemandes et son expansion au Moyen-Orient, la dette de la guerre a conduit à l'affaiblissement du contrôle britannique sur les câbles télégraphiques, tandis que le contrôle américain s'est accru.

### Seconde Guerre mondiale
La Seconde Guerre mondiale a relancé la « guerre des câbles » de 1914-1918. En 1939, les câbles allemands traversant l'Atlantique sont à nouveau coupés et, en 1940, les câbles italiens vers l'Amérique du Sud et l'Espagne sont coupés en représailles à l'action italienne contre deux des cinq câbles britanniques reliant Gibraltar et Malte. Electra House, le siège social et la station centrale de câbles de Cable & Wireless, a été endommagé par les bombardements allemands en 1941.[réf. nécessaire]

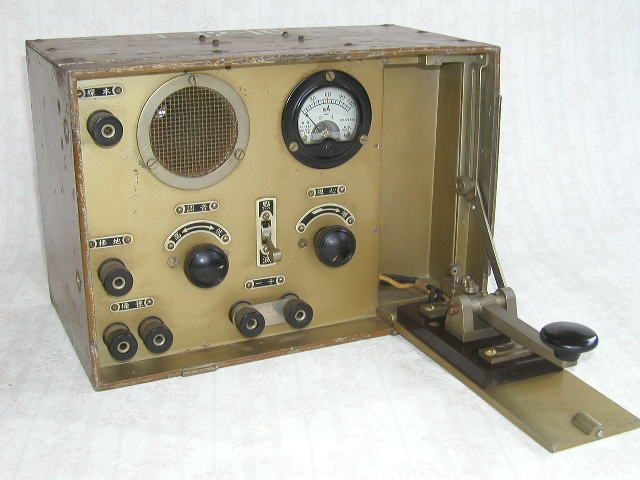
Télécom Type 95 de l'armée japonaise.

Les mouvements de résistance dans l'Europe occupée sabotent les installations de communication telles que les lignes télégraphiques, obligeant les Allemands à utiliser la télégraphie sans fil, qui peut alors être interceptée par la Grande-Bretagne, grâce aux stations Y. Les Allemands ont mis au point un accessoire de téléscripteur très complexe (en allemand : Schlüssel-Zusatz : « accessoire de chiffrement ») qui était utilisé pour chiffrer les télégrammes, à l'aide du code Lorenz, entre le haut commandement allemand et les groupes d'armées sur le terrain. Ils contenaient des rapports de situation, des plans de bataille et des discussions sur la stratégie et la tactique. La Grande-Bretagne a intercepté ces signaux, analysé le fonctionnement de la machine à chiffrer et a décrypté une grande quantité de trafic télégraphique.

## Déclin de l'ère de la télégraphie

### Aux États-Unis

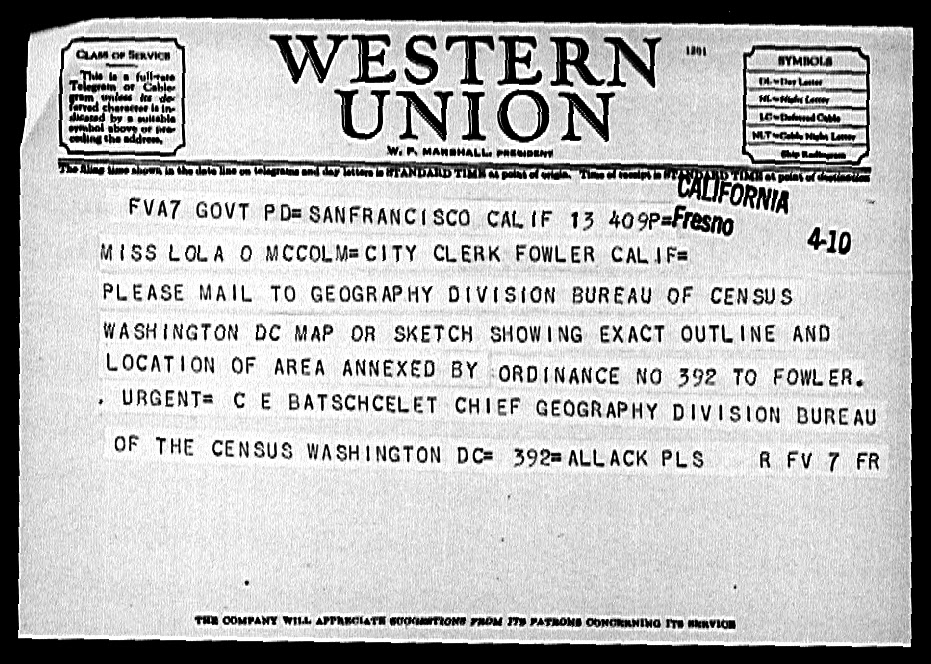
Télégramme de la Western Union Telegraph Company (années 1940-1950).

En Amérique, la fin de l'ère de la télégraphie peut être associée à la chute de la Western Union Telegraph Company. Celle-ci était le principal fournisseur de télégraphe en Amérique et était considérée comme le principal concurrent de la National Bell Telephone Company. Western Union et Bell ont toutes deux investi dans les technologies du télégraphe et du téléphone. La décision de Western Union de permettre à Bell de prendre l'avantage dans la technologie téléphonique est le résultat de l'incapacité de la haute direction de Western Union à prévoir la domination du téléphone par rapport au système télégraphique dominant à l'époque. Western Union a rapidement perdu la bataille juridique pour les droits d'auteur sur le téléphone. Cela a conduit Western Union à accepter une position moins importante sur le marché concurrentiel du téléphone, ce qui a conduit à son tour à l'affaiblissement de ses activités dans le télégraphe.
Si le télégraphe n'était pas au centre des batailles juridiques qui se sont déroulées autour de 1878, les entreprises qui en ont subi les effets étaient les principales puissances de la télégraphie à l'époque. Western Union pensait que l'accord de 1878 consoliderait la télégraphie comme le moyen de communication à longue distance de choix. Cependant, en raison de la sous-estimation de l'avenir du télégraphe et de mauvais contrats, Western Union s'est retrouvée en déclin. AT&T a acquis le contrôle opérationnel de Western Union en 1909, mais l'a abandonné en 1914 sous la menace d'une action antitrust. AT&T a racheté les activités de courrier électronique et de télex de Western Union en 1990.
Bien que des services commerciaux de « télégraphie » soient encore disponibles dans de nombreux pays, la transmission des télégrammes se fait généralement via un réseau informatique plutôt que par une connexion câblée dédiée.

### Utilisation de la télégraphie par pays
La liste suivant présente l'état des lieux de l'utilisation de la télégraphie par pays :
| Pays               | Service disponible | Année de fin du service | Commentaire |
| ------------------ | ------------------ | ----------------------- | --- |
| Allemagne          | Non                | 2022                    | Deutsche Post a proposé un service de télégramme jusqu'au 31 décembre 2022, en distribuant les télégrammes le lendemain comme du courrier ordinaire. Deutsche Telekom a arrêté le service vers les pays étrangers le 31 décembre 2000, |
| Argentine          | Oui                | –                       | Correo Argentino offre toujours un service de télégramme en Argentine et vers des destinations internationales. |
| Australie          | Non                | 2011                    | Australia Post a fermé son service de télégramme le 7 mars 2011. |
| Bahreïn            | Oui                | –                       | Batelco (en) propose toujours un service de télégramme. Ils sont envoyés lors de décès ou d'occasions importantes, car ils sont considérés comme plus formels que le courrier électronique ou le fax, mais moins qu'une lettre. |
| Belgique           | Non                | 2017                    | Proximus a interrompu le service des télégrammes le 29 décembre 2017 Elle a envoyé 63 000 télégrammes en 2010, un nombre qui est tombé à 8 000 en 2017. |
| Biélorussie        | Oui                | –                       | Beltelecom (en) propose un service de transmission de télégrammes à l'intérieur du pays et dans le monde entier. Les télégrammes « ordinaires » et « urgents », « certifiés » et « gouvernementaux » peuvent être envoyés à n'importe quelle adresse au Belarus et dans d'autres pays. Il existe également un service permettant d'envoyer des télégrammes Lux (=LX, sur une carte de vœux) et Deluxe (=LXDEUIL, carte funéraire) en Biélorussie, en Arménie, en Azerbaïdjan, en Estonie, en Géorgie, au Kazakhstan, au Kirghizstan, en Moldavie, en Pologne, en Russie, au Tadjikistan, au Turkménistan et en Ouzbékistan. Les télégrammes en Biélorussie sont livrés dans les 2 à 24 heures. |
| Brésil             | Oui                | –                       | Correios (en) offre toujours le service des télégrammes, mais uniquement à l'intérieur du pays. Les télégrammes peuvent être envoyés depuis n'importe quel bureau de poste, par téléphone et par Internet |
| Canada             | Oui                | –                       | Télégrammes Canada offre toujours un service de télégramme. AT&T Canada (anciennement CNCP Telecommunications (en)) avait interrompu son service de télégramme en 2001 et est devenu par la suite MTS Allstream. |
| Chine              | Oui                | –                       | China Telecom et China Unicom offre toujours l'envoi public de télégrammes à Pékin, Shanghai, Hebei, Liaoning, Jiangsu, Zhejiang, Shandong, Guangdong, Hainan et Guangxi (en 2020). Lorsque la destination se trouve dans un rayon de 5 km du centre-ville dans la zone susmentionnée, les télégrammes sont livrés dans les 24 heures |
| Croatie            | Oui                | –                       | Hrvatska pošta offre toujours le service des télégrammes. Les télégrammes peuvent être envoyés par Internet, par téléphone ou par fax, et peuvent être livrés en option par téléphone ou par fax. Des télégrammes illustrés et musicaux sont disponibles pour les occasions spéciales |
| Espagne            | Oui                | –                       | Correos, le service postal d'État, fournit un service télégraphique pour les destinations nationales et internationales. SEUR (une société de DPD) offre toujours un service de télégramme. |
| Estonie            | Non                | 2012                    | Eesti Post a interrompu le service des télégrammes en 2012 |
| États-Unis         | Oui                | –                       | iTelegram (en) a repris le service des télégrammes de Western Union le 27 janvier 2006. Les télégrammes peuvent être envoyés via le site web iTelegram ou via Deskmail, un ancien programme Windows, |
| Finlande           | Non                | 2001                    | Suomen Posti a interrompu son service international de télégramme en janvier 2001. Il est toujours possible d'envoyer des messages nationaux qui ressemblent à de vieux télégrammes mais qui sont distribués comme du courrier ordinaire ou du courrier électronique. |
| France             | Non                | 2018                    | Orange (ancienne France Télécom) a fermé son service de télégramme le 30 avril 2018. |
| Hongrie            | Non                | 2021                    | Magyar Posta a fermé son service de télégramme le 29 avril 2021 |
| Grèce              | Non                | 2019                    | OTE, l'ancien fournisseur public de télécommunications a fermé le service des télégrammes en mars 2019. |
| Inde               | Non                | 2013                    | BSNL a fermé son service de télégramme le 15 juillet 2013. L'envoi de télégramme à d'autres pays a été interrompu en mai 2013. |
| Indonésie          | Non                | 2010                    | Pos Indonesia (en) a fermé son service de télégramme en 2010 |
| Iran               | Oui                | –                       | Telecommunication Infrastructure Company (en) continue d'offrir un service. |
| Irlande            | Non                | 2002                    | Eircom a fermé son service de télégramme le 30 juillet 2002 |
| Islande            | Non                | 2018                    | Íslandspóstur a fermé son service de télégramme le 1er octobre 2018. Le premier télégramme en Islande a été envoyé en 1906 à Seyðisfjörður depuis les îles Féroé |
| Israël             | Oui                | –                       | Israel Post Company offre toujours le service des télégrammes. Les télégrammes peuvent être envoyés via l'internet ou par un opérateur téléphonique. Des télégrammes illustrés sont disponibles pour les occasions spéciales |
| Italie             | Oui                | –                       | Poste Italiane offre toujours le service des télégrammes. Environ 12,5 millions de télégrammes sont envoyés chaque année |
| Japon              | Oui                | –                       | NTT et KDDI offrent toujours le service des télégrammes. Les télégrammes sont principalement utilisés pour des occasions spéciales telles que les mariages, les funérailles, les remises de diplômes, etc. Les bureaux locaux proposent des télégrammes imprimés sur du papier et des enveloppes spécialement décorées. |
| Lituanie           | Non                | 2007                    | TEO LT a fermé son service de télégramme le 15 octobre 2007 |
| Malaisie           | Non                | 2012                    | Telekom Malaysia a fermé son service de télégramme le 1er juillet 2012 |
| Mexique            | Oui                | –                       | Telmex propose toujours le service de télégramme comme service à bas prix pour les personnes qui ne peuvent pas se permettre ou n'ont pas accès au courrier électronique |
| Népal              | Non                | 2009                    | Nepal Telecom a fermé son service de télégramme le 1er janvier 2009 |
| Nouvelle-Zélande   | Oui                | –                       | New Zealand Post a interrompu son service de télégramme en 1999. Elle a ensuite rétabli le service en 2003 pour l'utiliser uniquement par les clients commerciaux, principalement pour le recouvrement de créances ou d'autres avis commerciaux importants. |
| Pays-Bas           | Oui                | –                       | KPN a vendu ses services de télégramme à la société suisse Unitel Telegram Services en 2001. |
| Pakistan           | Non                | 2006                    | Pakistan Telecommunication Company Ltd (en) a fermé son service de télégramme le 27 janvier 2006 |
| Philippines        | Non                | 2013                    | L'Office des télécommunications du gouvernement ou Tanggapan ng Telekomunikasyon a interrompu le service des télégrammes le 20 septembre 2013. Le dernier télégramme a été envoyé ce jour-là à 15h15 |
| Pologne            | Oui                | –                       | Poczta Polska a fermé son service de télégramme le 1er octobre 2018. Le site telegramy.pl propose un service de télégramme en ligne, qui distribue les télégrammes le lendemain comme du courrier ordinaire. |
| Portugal           | Oui                | –                       | CTT Correios offre toujours des services de télégramme |
| Roumanie           | Non                | 2004                    | Poșta Română a fermé son service de télégramme en 2004, le remplaçant par un système de courrier électronique. |
| Russie             | Oui                | –                       | Central Telegraph (en) (filiale de l'opérateur national Rostelecom) offre toujours des services de télégramme. Des télégrammes classés « Normal » ou « Urgent » peuvent être envoyés à n'importe quelle adresse en Russie et dans d'autres pays. Des télégrammes dits « élégants », imprimés sur des cartes postales artistiques, sont également disponibles. |
| Serbie             | Oui                | –                       | JP Pošta Srbije Beograd, la poste d'État, offre toujours un service de télégramme. Il est couramment utilisé pour exprimer des condoléances, des notifications officielles de décès ou pour féliciter des anniversaires, des naissances, des remises de diplômes, etc. Les télégrammes peuvent être envoyés en utilisant un numéro de téléphone spécial ou directement au bureau de poste. Les télégrammes sont distribués le jour même pour les destinataires situés dans les territoires couverts par les bureaux de poste disposant d'un service de distribution de télégrammes et sont distribués comme du courrier ordinaire pour les bureaux de poste qui ne disposent pas d'un service de distribution de télégrammes. Dans le trafic interne, la longueur des messages est limitée à 800 caractères et est facturée à un tarif forfaitaire, tandis que dans le trafic international, les télégrammes sont facturés au mot. La livraison internationale est possible pour les destinataires en Croatie, Slovénie, Monténégro, Bosnie-Herzégovine et Macédoine du Nord |
| Slovaquie          | Non                | 2007                    | La poste slovaque a fermé son service de télégramme le 1er janvier 2007. |
| Slovénie           | Oui                | –                       | Pošta Slovenije (en) fournit encore un service de télégramme couramment utilisé pour les occasions spéciales telles que les naissances, les anniversaires, les condoléances, les remises de diplômes, etc. Il est considéré comme plus formel que le courrier électronique ou le SMS. Les télégrammes sont généralement imprimés dans une police de caractères de machine à écrire sur des cartes de vœux ou de condoléances livrées dans une enveloppe jaune spécifique. Il est également possible d'envoyer des cadeaux (par exemple, des chocolats, du vin, des peluches, des fleurs) accompagnés d'un message. Les télégrammes peuvent être envoyés depuis les bureaux de poste locaux, par téléphone ou en ligne, à des adresses situées en Slovénie uniquement |
| Suède              | Non                | 2002                    | Telia a fermé son service de télégramme en 2002 |
| Suisse             | Oui                | –                       | Unitel Telegram Services a repris le service des télégrammes des PTT nationales. Les télégrammes peuvent toujours être envoyés vers et depuis la plupart des pays. |
| République tchèque | Non                | 2010                    | Česká pošta a fermé son service de télégramme parce qu'il était trop cher à maintenir |
| Thaïlande          | Non                | 2008                    | Thailand Post (en) a fermé son service de télégramme le 30 avril 2008, à 20h, heure locale. |
| Turquie            | Oui                | –                       | Posta ve Telgraf Teşkilatı continue de fournir un service de télégramme depuis 1855. |
| Ukraine            | Non                | 2018                    | UkrTelecom a fermé son service de télégramme le 1er mars 2018. |
| Royaume-Uni        | Non                | 1982                    | Après 1982, British Telecom a maintenu un service de télémessagerie pour remplacer les télégrammes. Ce service a été vendu à Telegrams Online en 2003 |
| Uruguay            | Oui                | -                       | ANTEL (en), le service postal d'État, fournit un service télégraphique pour les destinations nationales et internationales |